# Catedral de San Pablo (Londres)
La catedral de San Pablo (en inglés: Saint Paul's Cathedral) es la catedral anglicana de Londres, Inglaterra, sede de la diócesis y del obispo de Londres, perteneciente a la denominada Iglesia de Inglaterra. Se encuentra en Ludgate Hill, el punto más alto de la ciudad.
Su dedicación al apóstol San Pablo data de la iglesia original erigida en el mismo lugar, fundada en el año 604 d. C. La iglesia actual fue diseñada en estilo barroco inglés por el arquitecto sir Christopher Wren y construida entre 1676 y 1710, fue parte de un gran programa de reconstrucción de la ciudad después del Gran incendio de 1666.
La catedral de San Pablo es uno de los más famosos y más reconocibles lugares de interés de Londres. Su cúpula, enmarcada por las dos torres de la fachada principal, domina el horizonte de la ciudad desde hace 300 años. Con 111 metros de altura, fue el edificio más alto de Londres desde 1710 hasta 1962. Su cúpula fue construida utilizando un método constructivo concebido por Hooke y se encuentra entre las más grandes del mundo. Desde el s. XX la catedral de San Pablo es la segunda catedral más grande de Inglaterra, después de la catedral de Liverpool.
San Pablo ocupa un lugar especial en la identidad nacional inglesa y en ella se han celebrado acontecimientos muy importantes de la historia británica, como los funerales de Horatio Nelson, del Duque de Wellington, de Winston Churchill y de Margaret Thatcher; el aniversario de las reinas Victoria e Isabel II; los servicios de paz que marcaron el final de la Primera y Segunda Guerra Mundial; o la boda del príncipe Carlos con Diana de Gales.
La catedral de San Pablo es una iglesia en funcionamiento, con misas y servicios diario.

## Historia

### Catedrales prenormandas
Una lista de 16 arzobispos de Londres registrada por Jocelyne de Furness en el siglo XII, sostenía que la comunidad cristiana londinense había sido fundada en el siglo II bajo el legendario rey Lucius y sus misioneros san Fagan, san Deruvian, san Elvanus y san Medwin. Nada de eso consideran creíble los historiadores modernos pero, aunque el texto sobreviviente es confuso, el obispo Restitutus y Adelphius en el concilio de Arlés de 314 parecen provenir de Londinium.
La ubicación de la probable catedral original de Londinium es desconocida. La actual edificación de San Pablo en Cornhill fue diseñada por Christopher Wren, después del Gran Incendio en 1666, y se erigió en el punto más alto del área del antiguo Londinium y algunas leyendas medievales lo relacionan con la primitiva comunidad cristiana de la ciudad. En 1995 fue descubierta una gran y ornamentada edificación del siglo V en Tower Hill que pudo haber sido la catedral de la ciudad.
El anticuario isabelino William Camden argumentaba que hubo un templo a la diosa Diana durante la época romana en el sitio que ocupaba la catedral medieval de San Pablo. Wren informó que no había encontrado ninguna traza de un templo de esas características durante sus trabajos en la construcción de la nueva catedral, por lo que la hipótesis de Camdem no es aceptada por los arqueólogos modernos.
Bede registra que en el año 604 d. C. san Agustín de Canterbury consagró a Mellitus como primer arzobispo del reino anglosajón de los sajones orientales y su rey, Sæberht. El tío de Sæberht y lord, Ethelberto, rey de Kent, construyó una iglesia dedicada a san Pablo en Londres, como sede del nuevo obispo. Se asume, aunque no está comprobado, que la primera catedral anglosajona se encontraba en el mismo sitio que la posterior catedral medieval y la actual.
Tras la muerte de Sæberht aproximadamente en 616, sus hijos paganos expulsaron a Mellitus de Londres y los sajones orientales se convirtieron al paganismo. El destino de la primera catedral es desconocido. El cristianismo fue restaurado entre los sajones orientales a finales del siglo VII y se asume que, o bien la catedral anglosajona fue restaurada o se erigió un nuevo edificio como sede de obispos como Cedd, Wine y Eorcenwald, el último enterrado en la catedral en el año 693. El edificio, o un sucesor, fue destruido por el fuego en el año 962, pero fue reconstruido el mismo año. El rey Etelredo II el Indeciso fue enterrado en la catedral en el año 1016. La catedral fue quemada, como gran parte de la ciudad, en el fuego del año 1087, como se registra por la Crónica Anglosajona.

### Antigua catedral de San Pablo

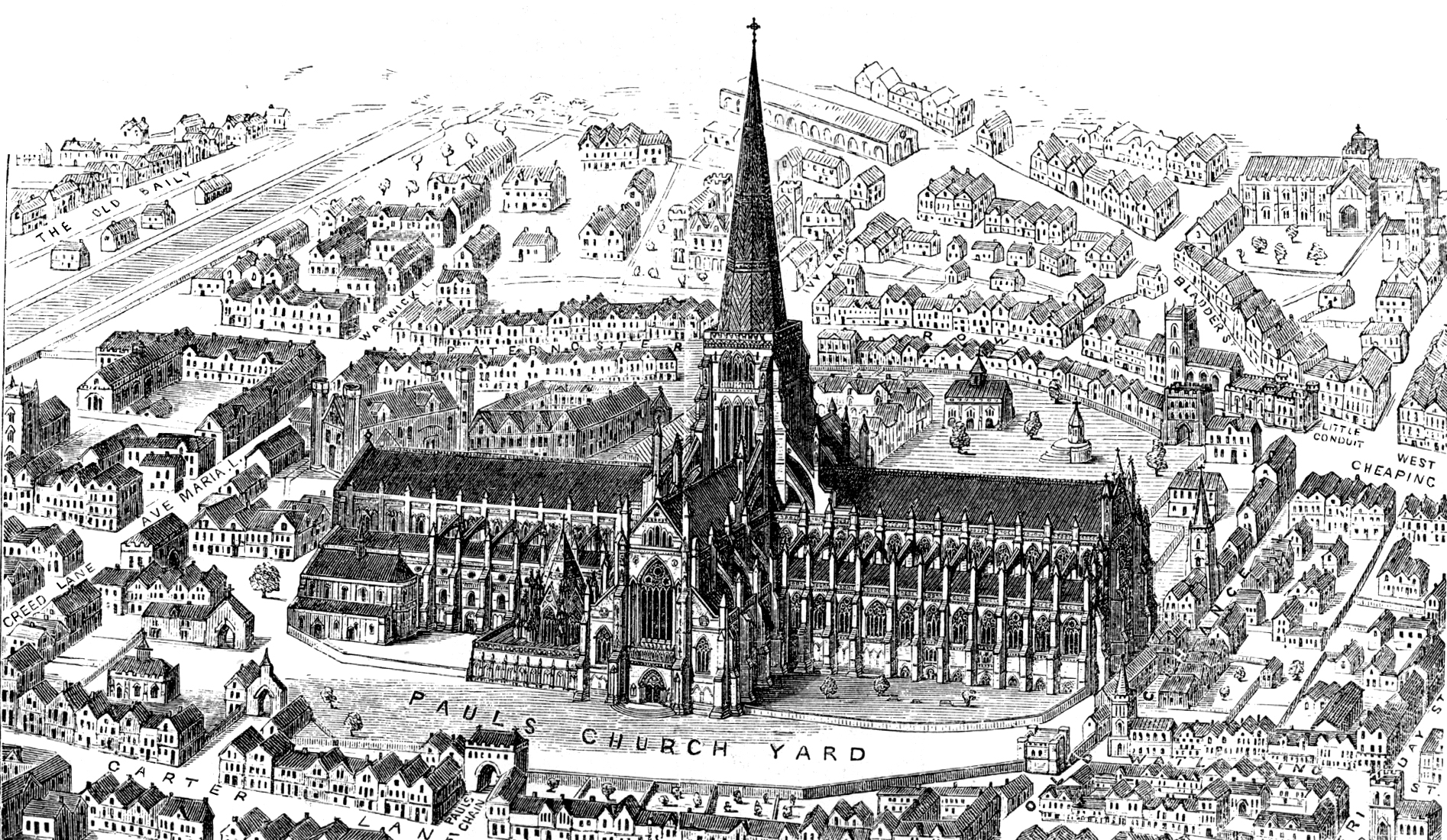
Catedral Vieja de San Pablo antes de 1561, con la espira intacta

La cuarta catedral de San Pablo, generalmente conocida como Catedral Vieja de San Pablo (Old St Paul's Cathedral), fue iniciada por los normandos después del incendio de 1087. Otro incendio en 1136 interrumpió los trabajos y la nueva catedral no fue consagrada hasta 1240. Durante este periodo de construcción, el estilo arquitectónico imperante había cambiado, del románico al gótico, y esto se reflejaba en los arcos apuntados y las larga ventanas de las partes altas y el extremo final este del edificio. La bóveda de nervaduras góticas fue construida, como la de York Minster, en madera en lugar de piedra, lo que afectó al destino último y fatal del edificio.
Un amplio programa de ampliación comenzó en 1256. El 'nuevo trabajo' fue consagrado en 1300 pero no se completó hasta el año 1314. En la época medieval tardía la catedral solo era superada en longitud por la abadía de Cluny y en altura, por la catedral de Lincoln y la alemana iglesia de Santa María de Stralsund. Las excavaciones de Francis Penrose en 1878 muestran que tenía 173,308 m de longitud y 30,48 m de anchura, con 87 m en el transepto y el crucero. La torre tenía aproximadamente 149 m.
En el siglo XVI el edificio empezaba a decaer. La Reforma Protestante bajo Enrique VIII y Eduardo VI, la Disolución de los monasterios y las leyes de fondos (Chantries Acts) llevaron a la destrucción de la decoración interior y de los claustros, capillas, criptas, santuarios y otras construcciones en la propiedad de la catedral. Muchos de los antiguos sitios católicos propiedad de la Iglesia, incautados por la corona, fueron vendidos como tiendas y propiedades de renta, especialmente a libreros e impresores, que eran en su mayoría puritanos. En 1561 la torre fue destruida por un rayo, un evento que fue tomado por protestantes y católicos como una señal del desagrado de Dios con ellos.
En la década de 1630, el primer arquitecto inglés clásico, Iñigo Jones, agregó una fachada occidental a la catedral. Se descuidó mucho el edificio y las fuerzas parlamentarias durante la Guerra Civil lo maltrataron, destruyendo antiguos documentos y cartas. Durante la Mancomunidad de Inglaterra, las propiedades de las iglesias que habían sido arrasadas proporcionaron el material para construcciones como el palacio londinense del Lord Protector, la Somerset House. La multitud se congregaba en la esquina noroeste de la propiedad de la iglesia de San Pablo, donde tuvieron lugar oraciones al aire libre.
En el gran incendio de Londres de 1666, la catedral vieja fue destruida. Aunque era posible reconstruirla, se tomó la decisión de construir una nueva catedral en estilo contemporáneo. Esta acción ya había sido propuesta antes del incendio.

### Actual catedral de San Pablo

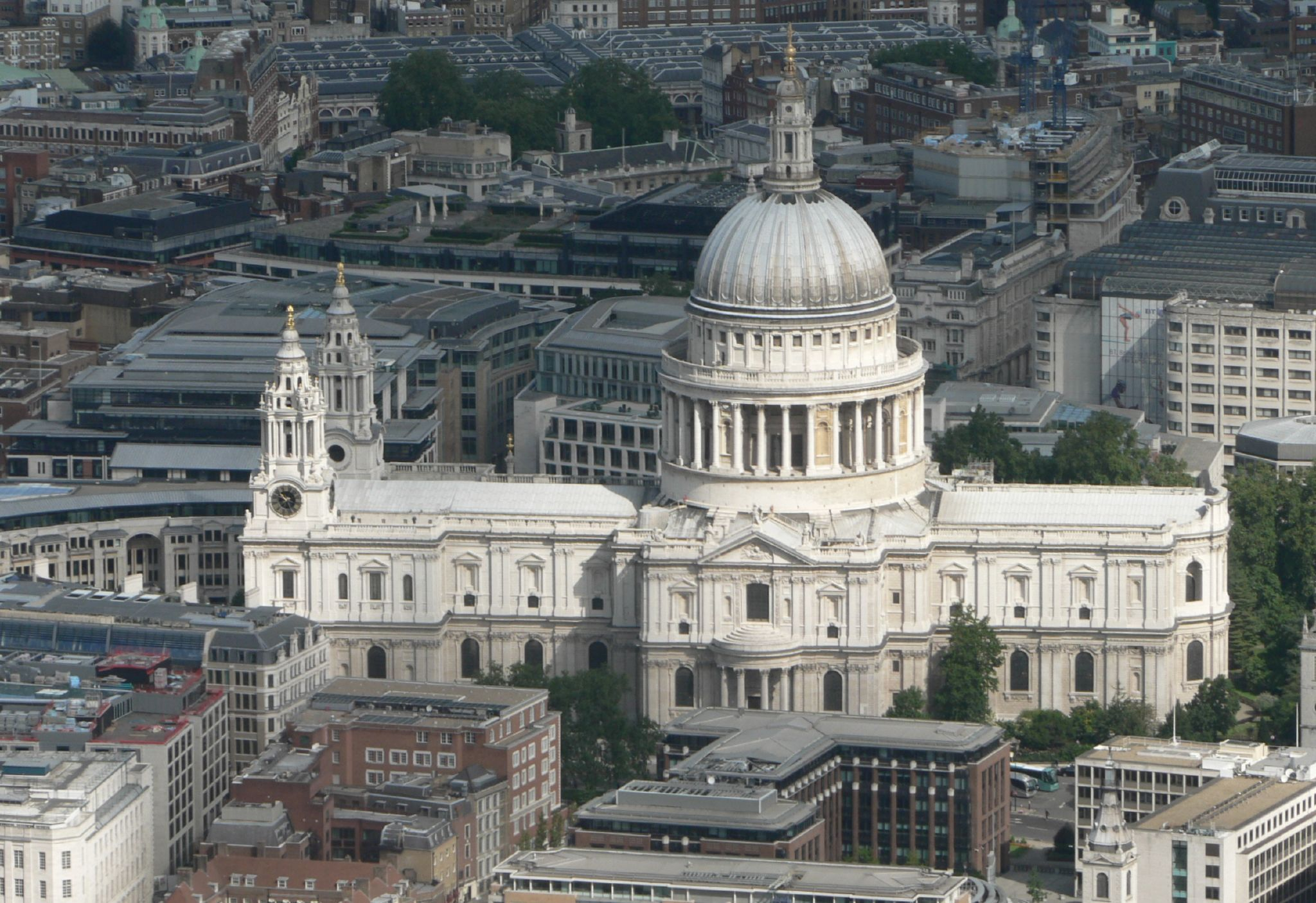
Vista aérea de San Pablo

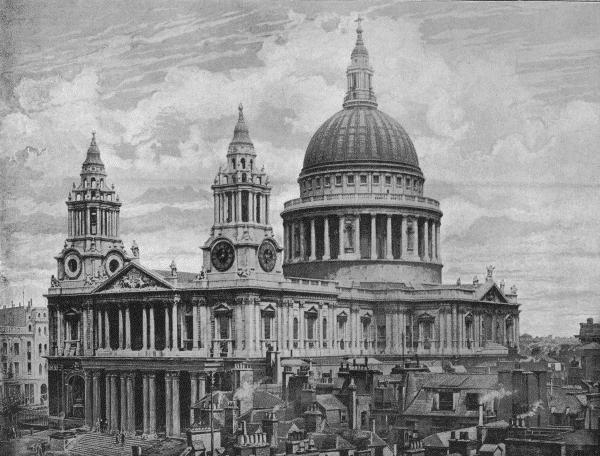
Vista de la catedral en 1896

La tarea de diseñar un reemplazo de estructura recayó oficialmente en sir Christopher Wren el 30 de julio en 1669.: 26  Wren ya se había distinguido en la reconstrucción de iglesias, reedificando aquellas que se habían perdido en el Gran Incendio: no en vano se le atribuye la autoría de más de 50 iglesias. Simultáneamente al diseño de San Pablo, Wren estaba inmerso en la edición de sus cinco Tratados de Arquitectura.
Wren había estado aconsejando sobre la reparación de la catedral vieja desde 1661, 5 años antes del Gran Incendio.: 10  La propuesta incluía renovaciones tanto en el interior y exterior tomando como pauta la fachada clásica diseñada por Iñigo Jones en 1630. Wren planteó reemplazar la actual torre en ruinas con una cúpula, usando la estructura existente como andamio. Esbozó una cúpula cuya principal novedad es que la dimensión de ésta abarcaría las tres naves en su encuentro en el crucero.: 204  Tras el incendio, se había pensado reutilizar parte sustancial de la antigua catedral, pero finalmente la estructura superviviente al incendio fue demolida a principios de la década de 1670.
En julio de 1668, el dean William Sancroft escribió a Wren que se le asignaba el encargo por parte del arzobispo de Canterbury, en acuerdo con los obispos de Londres y Oxford, para diseñar una nueva catedral que fuera bella y noble en todos los extremos y fuera de reputación para la ciudad y la nación.: 223  El proceso de diseño llevó varios años, pero finalmente fue elegido un proyecto de base ligado a una orden real, con la condición de que Wren podría hacer cualquier cambio que considerara necesario. El resultado fue la actual catedral de San Pablo, todavía la segunda catedral más grande de Inglaterra, con una cúpula proclamada como la más elegante del mundo. La catedral fue financiada con una tasa sobre el carbón, y se completó durante la vida de su arquitecto, estando comprometidos en su ejecución muchos de los principales contratistas del momento.
La parte superior de la catedral (cuando fue colocada la última piedra en la linterna) tuvo lugar el 28 de octubre de 1708, en un acto realizado por el hijo de Wren, Christopher Jr. y el hijo de uno de los albañiles. La catedral fue oficialmente declarada completa por el Parlamento el 25 de diciembre de 1711, el día de Navidad.: 161  La construcción a nivel ya decorativo continuó durante algunos años después, siendo agregadas las estatuas de la cubierta en los años 1720. En 1716 el costo total ascendió a 1 095 556 £: 69  (146 millones en 2025).

#### Consagración

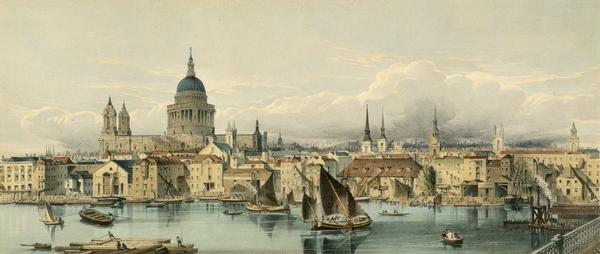
La catedral vista desde el otro lado del río Támesis, 1850

El 2 de diciembre de 1697, solo 32 años y 3 meses después de que el Gran Incendio hubiese destruido la Catedral Vieja de San Pablo, la nueva catedral fue consagrada para su uso. El reverendo Henry Compton, obispo de Londres, dio un sermón. Estaba basado en el texto del Salmo 122, «¡Qué alegría cuando me dijeron: Vamos a la casa del Señor!». El primer servicio regular se llevó a cabo el domingo siguiente.
Las opiniones sobre la catedral de Wren diferían, a algunos les gustaba: «sin, con, abajo, arriba, el ojo/ se llena con gran regocijo», mientras que otros la odiaban: «Tenía un aire de papismo con los capitales dorados, los pesados arcos... Era extraña, no inglesa».

### Desde 1900

#### Daños de guerra

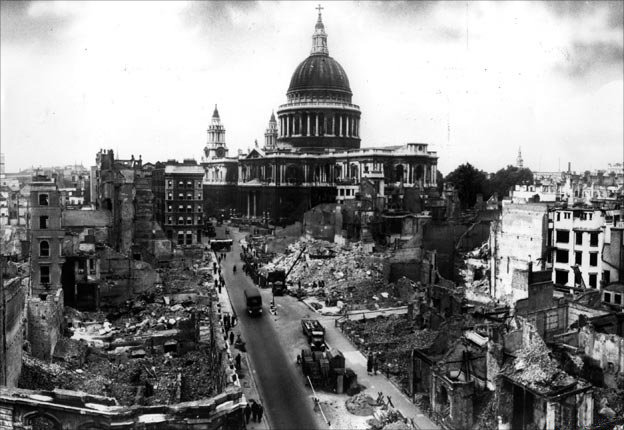
La catedral tras The Blitz

La catedral sobrevivió al bombardeo aéreo (Blitz) aunque fue alcanzada por varias bombas el 10 de octubre de 1940 y el 17 de abril de 1941. El primer golpe destruyó el gran altar, mientras que el segundo dejó en el crucero norte un hoyo en el piso superior de la cripta. La bomba lateral se cree que detonó en la parte superior interior, arriba del crucero norte, y la onda expansiva fue suficiente para mover lateralmente la cúpula unos centímetros.
El 12 de septiembre de 1940, una bomba retrasada que había golpeado la catedral fue exitosamente desactivada y removida por una asociación de disposición de bombas de Ingenieros Reales bajo el mando del teniente temporal Robert Davies. Si la bomba hubiera estallado, la catedral habría quedado completamente destruida; dejó un cráter de 30,5 m cuando fue detonada en un lugar seguro. Como resultado de esta acción, Davies y Sapper George Cameron Wylie fueron premiados con la Cruz de San Jorge. La medalla de Davies, entre otras, está expuesta en el Museo Imperial de Guerra, en Londres.
La catedral de San Pablo sobrevivió a los bombardeos aéreos a Londres durante la Segunda Guerra Mundial. Una de las imágenes más conocidas de Londres durante la guerra era una fotografía de San Pablo tomada el 29 de diciembre de 1940, durante el "Segundo Gran Incendio de Londres", obra del fotógrafo Herbert Mason desde la azotea del Daily Mail en Tudor Street, mostrando la catedral envuelta en humo. Lisa Jardine del Queen Mary College de Londres, escribió:

Envuelta en nubes de humo, en medio del caos y la destrucción de la guerra, la pálida cúpula se mantiene orgullosa y gloriosa, indomable. Al tiempo de ese ataque aéreo, Sir Winston Churchill llamó por teléfono a La Guildhall para insistir en que todos los recursos de la lucha contra incendios se dirigieran a San Pablo. La catedral debe ser salvada, dijo, el daño a la fábrica minaría la moral del país

.

#### Restauración
Amplias renovaciones de cobre, plomo y pizarra en la cúpula se iniciaron en 1996, dirigidas por John B. Chambers. La restauración de 15 años –uno de los proyectos más grandes en Inglaterra– fue completada el 15 de junio de 2011.

#### Movimiento Occupy London
En octubre de 2011, un movimiento anticapitalista llamado Occupy London acampó frente a la catedral. Las finanzas de la catedral fueron objetivo de escrutinio. Se decía que la catedral estaba perdiendo unos ingresos de 20 000 libras por día. El canciller Giles Fraser presentó su renuncia al cargo, afirmando que, en su opinión, la expulsión de los activistas anticapitalistas podrían constituir un ejercicio de “violencia en nombre de la Iglesia". El campamento fue finalmente desalojado a finales de febrero de 2012, por orden de la corte y sin violencia, resultado de la acción legal de la Corporación de la Ciudad.

## Organización administrativa y eclesiástica

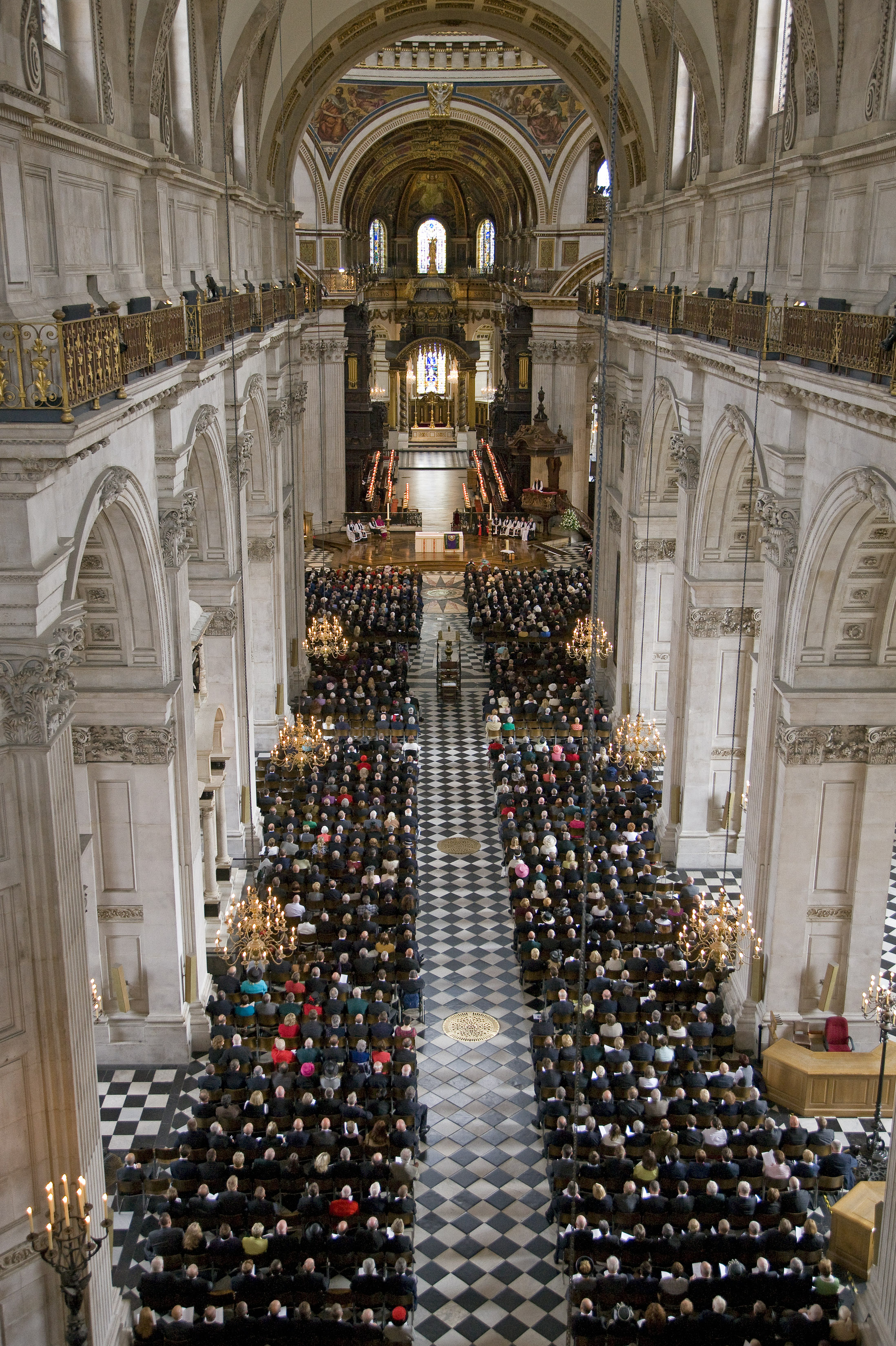
Catedral de San Pablo durante una misa especial en 2008

La catedral de San Pablo es una iglesia en la que se celebran tres o cuatro servicios al día, incluyendo matinés, eucaristía, oraciones y vísperas. Además, la catedral tiene muchos servicios especiales asociados con la ciudad de Londres, su corporación, gremios e instituciones. La catedral, siendo la más grande de Londres, también tiene un rol en muchas de los eventos de estado como la celebración del aniversario de la reina Isabel II. La catedral está abierta todos los días a los turistas y tiene un programa regular de recitales de órgano entre otras actividades. El arzobispo de Londres es el reverendo Richard Chartres que fue nombrado en enero de 1996.

### Departamento
El departamento de la catedral está compuesto por el decano, cuatro canónigos residentes y, actualmente, 2 canónigos laicos, cada uno con una responsabilidad diferente en el funcionamiento de la catedral.
- Decano: reverendo David Ison (desde el 25 de mayo de 2012);[35]
- Canciller: reverendo canónigo Mark Oakley (desde el 11 de enero de 2013), anteriormente tesorero de San Pablo, Canon Oakley está a cargo del alcance educacional de la catedral a escuelas y público en general;[36]
- Chantre: reverendo canónigo Michael Hampel (desde el 25 de marzo de 2011) responsable de la música de la catedral;[37]
- Tesorero: reverendo canónigo Philippa Boardman (mayo de 2013), responsable de las finanzas y del edificio de la catedral;[38]
- Pastor: reverendo canónigo Tricia Hillas (noviembre de 2013) supervisor del bienestar y adiestramiento específicamente en marketing, emprendimiento, comunicación y desarrollo;[34][39]
- Canónigo laico (finanzas): Gavin Ralston (febrero de 2010) mantiene particularmente la responsabilidad en las finanzas; es además jefe global del producto y mánager internacional en la gestión de inversiones de Schroder;
- Canónigo laico: Pim Baxter (marzo de 2014), también director de la Galería Nacional de Retratos, con experiencia en ópera, teatro y artes visuales.

#### Colegio de canónigos menores
Hay tres canónigos menores que coordinan muchos de los aspectos diarios que sostienen la catedral, servicios, gestionando liturgia y música, actuando como capellán, y facilitando las necesidades de los visitantes y grupos escolares.
- Sacristán: El reverendo James Milne (desde febrero de 2015).
- Capellán: La reverenda Rosemary Morton (desde diciembre de 2014).
- Sochantre (canónigo): La reverenda Helen O'Sullivan (desde noviembre de 2015).

### Música

#### Órgano
El órgano fue encargado a Bernard Smith en 1694. El instrumento actual es el cuarto más grande de Inglaterra en términos de número de tubos (7266), con 5 teclados, 189 rangos de tubos y 108 paradas, adjuntas en un impresionante estuche diseñado por el taller de Wren y decorado por Grinling Gibbons.: 238–240 
Más detalles del órgano en el Registro Nacional de Órganos Tubulares (enlace roto disponible en Internet Archive; véase el historial, la primera versión y la última).

#### Coro
La catedral tiene un coro, compuesto por adultos y niños, los cuales cantan regularmente en servicios. Antiguos registros del coro datan de 1127. El coro actual consiste de 30 niños coristas, 8 a prueba y 12 vicarios corales, actualmente 11 hombres y una mujer, los cuales son vocalistas profesionales. Durante el ciclo escolar el coro canta cinco veces a la semana, la misa de los lunes es cantada por coros visitantes y los jueves las misas son cantadas solamente por el coro vicario sin los niños. Los domingos, el coro también canta durante los maitines y durante la eucaristía.
Muchos músicos distinguidos han sido organistas, maestros del coro y coristas en la catedral de San Pablo incluyendo a los compositores John Redford, Thomas Morley, John Blow, Jeremiah Clarke y John Stainer, mientras que reconocidos artistas incluyen a Alfred Deller, John Shirley-Quirk, Anthony Way y maestros Charles Groves y Paul Hillier, y el poeta Walter de la Mare.

## La catedral de Wren

### Desarrollo del proyecto
Al diseñar San Pablo, Christopher Wren tuvo que enfrentar muchos retos. Tenía que crear una catedral adecuada para reemplazar a la antigua, como lugar de adoración y como símbolo de la ciudad de Londres; tenía que satisfacer muchos de requerimientos de la iglesia para acomodar la liturgia y los gustos del patrón real; y respetar la tradición medieval de iglesias en Inglaterra. Wren estaba familiarizado con el renacimiento y con las tendencias barrocas contemporáneas de la arquitectura italiana, y había visitado Francia, donde estudió la obra de François Mansart.
El diseño de Wren se desarrolló en 5 etapas. De la primera sobrevive únicamente un solo dibujo y parte de una maqueta. El esquema (llamado usualmente Primer modelo de diseño) parece haber consistido de un vestíbulo con cúpula circular (posiblemente basado en el Panteón de Roma) y una iglesia rectangular con planta basilical. La planta pudo haber sido influenciada por la Iglesia del Temple. Fue rechazado porque se creyó "insuficientemente majestuoso".: 27–28  El segundo diseño de Wren era una iglesia de cruz griega, pero el clero pensó que no satisfacía los requerimientos de la liturgia anglicana.
El tercer diseño de Wren estaba representado en la "Gran Maqueta" de 1673. La maqueta, de roble y yeso, costó casi 500£ (aproximadamente 32 000£ actualmente), y tenía cerca de 4 m de alto y 6 m de largo. Este proyecto mantenía el diseño en cruz griega pero extendía la nave. Sus críticos (miembros del comité para la reconstrucción de la iglesia, y el clero, declararon que el diseño era muy similar al de otras iglesias inglesas sugiriendo continuidad con la Iglesia de Inglaterra. Otro problema era que el diseño debía ser completado de una sola vez al mismo tiempo, en lugar de completarse en etapas y para que pudiera ser usadas las partes terminadas mientras avanzaba la construcción, como se acostumbraba; debido a los ocho pilares centrales pilares que soportaban la cúpula. La Gran Maqueta era el diseño favorito de Wren, ideado como un reflejo de la belleza del Renacimiento. Después de la Gran Maqueta, Wren resolvió no hacer más maquetas y no exponer públicamente sus dibujos, lo que encontraba «una pérdida de tiempo y someter a juicio muchas veces su trabajo ante jueces incompetentes». La Gran Maqueta sobrevive y se encuentra en la catedral.
El cuarto diseño de Wren se conoce como el diseño aprobado, porque recibió la sanción Real para su construcción. En este diseño, buscó reconciliar la arquitectura gótica, el estilo predominante de las iglesias inglesas, con una "mejor manera de arquitectura". Tiene una planta longitudinal de cruz latina, como las catedrales medievales. Está compuesta por un nivel y medio y tiene pórticos clásicos en el oeste y en las terminaciones del crucero, influenciado por la obra de Íñigo Jones en la antigua catedral de San Pablo. Este diseño tiene una ancha y superficial cúpula sobre el crucero, la cual soporta el tambor de la segunda cúpula, que se eleva en espiral en 7 plantas. Vaughan Hart sugirió la influencia de una pagoda oriental en el diseño de la espiral. Al no usarse en San Pablo, el concepto fue empleado en la espiral de la iglesia de St. Bride. Este plano se movió un poco en el sitio, para que se encontrara alineado no con el este, sino con el amanecer de Pascua en el año en que empezó la construcción. Este pequeño cambio en la configuración fue adoptado por el conocimiento de Wren en astronomía.

### Diseño final
El diseño final construido difiere sustancialmente del diseño oficial autorizado. Wren había recibido permiso del Rey para hacer "cambios ornamentales" en el diseño aprobado, pero Wren aplicó esta cláusula con gran libertad. Muchos de estos cambios se introdujeron paulatinamente en el transcurso de los 30 años que duró la construcción. El cambio más significativo fue la cúpula: Levantó otra estructura sobre la primera cúpula, un cono de ladrillo, para soportar la linterna de piedra de una manera elegante; posteriormente cubrió y escondió el cono de ladrillo con otra cúpula de madera y plomo; y entre esta y la del cono se encontraban unas escaleras que ascendían a la linterna. (Christopher Wren, hijo de sir Christopher Wren). El diseño final está fuertemente influenciado por la Basílica de San Pedro en Roma. Las cúpulas platillo sobre la nave fueron inspiradas por la Iglesia de Val-de-Grâce de François Mansart la cual Wren había visitado durante un viaje a París en 1665.
La fecha en la que se colocó la primera piedra de la catedral es motivo de disputa. Una fuente dice que fue el 21 de junio de 1675, otra el 25 de junio y una tercera, el 28 de junio. En cualquier caso, existe un acuerdo en que la primera piedra fue colocada en junio de 1675. Edward Strong afirma además que ésta fue colocada por su hermano mayor Thomas Strong, uno de los maestros canteros nombrados por Wren al inicio de los trabajos.: 53–54 

### Estructura
El desafío de Wren era construir una catedral alta, en el relativamente débil suelo arcilloso de Londres. El diseño de San Pablo es inusual entre las catedrales ya que tiene una cripta, la más grande en Europa, bajo el edificio entero en lugar de tenerla solo en el final del lado oriental. La cripta funciona como parte de la estructura. Aunque es enorme, la mitad del espacio de la cripta está ocupado por pilares masivos que distribuyen la carga de los pilares más delgados de la parte superior de la iglesia. Mientras las torres y cúpulas de muchas de catedrales se sostienen mediante 4 pilares, Wren diseñó la cúpula de San Pablo para ser soportada por ocho, logrando tener un mejor reparto del peso a nivel de cimentación. Los cimientos fueron realizados mientras progresaba la construcción y Wren hacía ajustes estructurales en respuesta a la naturaleza del suelo.: 56–59 
Uno de los problemas de diseño fue crear una gran cúpula, lo suficientemente alta para reemplazar visualmente a la pérdida torre de San Pablo, y que además fuera visualmente satisfactoria cuando se veía desde dentro del edificio. Wren planeó una doble cubierta para la cúpula, como la que existe en la basílica de San Pedro.: 228  Su solución al problema visual fue separar la altura del espacio interior del de la cúpula exterior, a mayor escala que lo que había hecho Miguel Ángel en San Pedro, uniendo ambas curvas con catenarias, en lugar de hemisferios. Entre la cúpula interior y la exterior, Wren insertó un cono de ladrillo para soportar la cúpula cubierta de plomo y el peso de la piedra de la linterna, que se levanta sobre todo el conjunto. El cono y la cúpula interior tenían 18 pulgadas de espesor y estaban zunchadas por cadenas de hierro a intervalos en el cono de ladrillo y alrededor de la cornisa del peristilo de la cúpula interior, para prevenir su rotura o desfondamiento.: 137 
El diseño aprobado mostraba contrafuertes externos a nivel de la planta baja. No eran una característica clásica y fueron uno de los primeros elementos que Wren cambió. En cambio, creó los muros de la catedral particularmente gruesos para evitar la necesidad de disponer contrafuertes exteriores. El claristorio y la bóveda están reforzados mediante arbotantes, que fueron agregados en una etapa relativamente tardía, para ayudar a estabilizar la estructura.: 105–114  Están ocultos detrás del muro pantalla de la planta superior, que fue agregado para mantener el estilo clásico del edificio intacto, agregando suficiente masa visual para equilibrar la apariencia de la cúpula, la cual por su peso contrarresta el empuje de los contrafuertes en los muros inferiores.: 228 

### Diseñadores, constructores y artesanos
Durante el extensivo período de diseño y racionalismo, Wren contrató desde 1684 a Nicholas Hawksmoor como asistente principal. Entre 1696 y 1711 William Dickinson fue secretario de medición. Joshua Marshall (hasta su temprana muerte en 1678),Thomas y su hermano Edward Strong eran maestros canteros, trabajando los últimos en la construcción completamente. John Langland fue maestro carpintero durante más de 30 años.: 238–240  Grinling Gibbons era el escultor jefe, trabajando en la piedra y en la construcción misma, incluyendo el frontón del portal norte y en la madera en los interiores.: 238–240  El escultor Caius Gabriel Cibber creó un frontón del transepto sur. Mientras que Francis Bird fue el responsable del frontón oeste que representa la Conversión de San Pablo, así como las siete largas estatuas del frente oeste. El piso fue pavimentado por William Dickinson en mármol blanco y negro entre 1709 y 1710. Jean Tijou fue el responsable de la decoración de hierro forjado de puertas y balaustradas.: 238–240  La cruz y la esfera de la cúpula fueron obra del armero, Andrew NIblett.

## Descripción

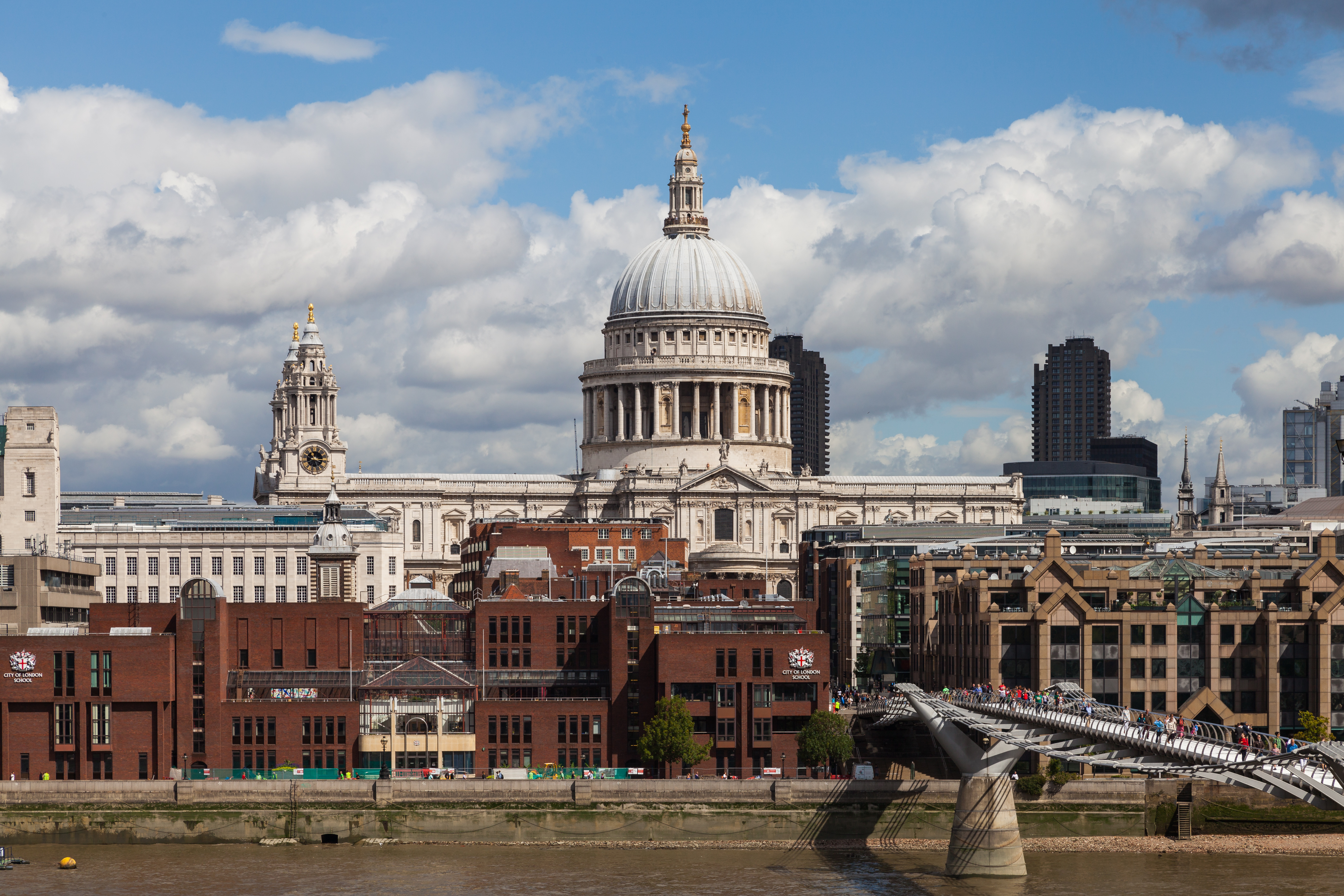
Vista desde la otra orilla del Támesis

La catedral de San Pablo está construida en un moderado estilo barroco que representa el racionalización de Wren de las tradiciones de las catedrales inglesas medievales, conjugado con la inspiración de Palladio, el estilo clásico de Íñigo Jones, el barroco de Roma del siglo XVII y los edificios de Mansart y otros que había visto en Francia. En los planos se observa que San Pablo todavía conserva influencias medievales. Como las grandes catedrales de York y Winchester, San Pablo es relativamente larga para su anchura y tiene fuertemente proyectados los brazos del transepto. Tiene un gran énfasis en su fachada, diseñada para definir en lugar de ocultar la forma del edificio detrás de ella. En el plano, las torres sobresalen detrás del ancho del altar, como en la catedral de Wells. El hermano de Wren era arzobispo de Ely y Wren estaba familiarizado con la torre octagonal sobre el crucero de la catedral de Ely, que expandía los pasillos así como la nave central, a diferencia de las torres centrales y cúpulas de muchos edificios. Wren adaptó esta característica en el diseño de la cúpula de San Pablo. En la sección, San Pablo mantiene una forma medieval, teniendo pasillos más bajos que la nave y el definido claristorio.

### Exterior
La más notable característica exterior es la cúpula, que se levanta 111,25 m desde el crucero, y puede ser ampliamente vista desde la ciudad. La altura de 111,25 m es explicado por el interés de Wren en la astronomía. A finales del siglo XVII, San Pablo se convirtió en el edificio más alto en el horizonte de la ciudad, diseñado para ser visto rodeado por las delicadas agujas de las otras iglesias diseñadas por Wren. La cúpula es descrita por Banister Fletcher como «probablemente la más elegante de Europa»; por Helen Gardner, como «majestuosa», y por Nikolaus Pevsner, como «una de las más perfectas en el mundo». John Summerson dijo que los ingleses y «más los extranjeros» la consideraban inigualable.: 236 

#### Cúpula

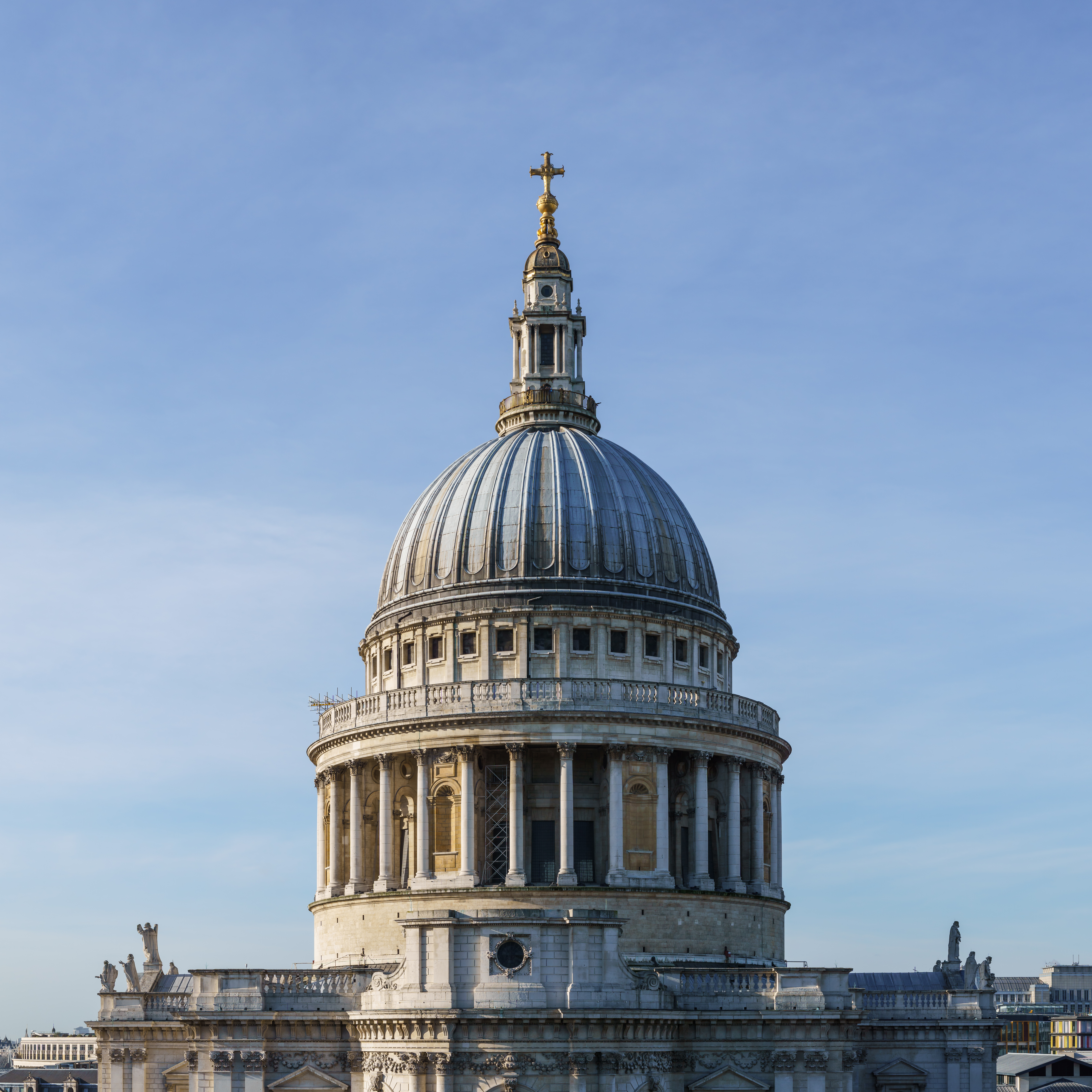
La cúpula

Wren se inspiró en la cúpula de Miguel Ángel de la Basílica de San Pedro y en la de la Iglesia de Val-de-Grâce de Mansart, que había visitado en París. A diferencia de éstas, la cúpula de San Pablo se levanta en dos plantas de piedra, claramente definidas. Desde los tiempos del diseño de la planta griega, está claro que Wren prefirió un peristilo de columnas continuas para rodear el tambor de la cúpula, en lugar de usar ventanas alternadas con columnas, como el diseño de Miguel Ángel para San Pedro en Roma. Summerson sugiere que estuvo influenciado por Tempietto de Bramante en el patio de San Pietro in Montorio. En la estructura terminada, Wren creó diversidad y una apariencia de fuerza, colocando nichos entre las columnas cada cuatro aberturas.: 234  El peristilo sirve como contrafuerte para la cúpula interior y el cono de ladrillo interior, que soporta la linterna.
Arriba del peristilo se levanta un segundo piso rodeado por un balcón balaustrado llamado "Galería de Piedra". Este segundo nivel está ornamentado alternadamente por pilares y ventanas rectangulares, las cuales quedan debajo de la cornisa, creando una sensación de luz. Sobre este nivel se levanta la cúpula, recubierta de plomo acanalado en concordancia con el espacio de los pilares. Esta perforado por 8 aberturas de luz, justo debajo de la linterna, las cuales casi no son visibles. Esto permite a la luz penetrar por las entradas en el cono de ladrillo, el cual ilumina el interior del crucero.
La linterna, como el resto de la cúpula, se levanta en pisos. La característica más inusual de la estructura de la linterna, es que su base es cuadrada, y ni circular u octagonal, como es lo usual. La planta más alta toma la forma de un tempietto con cuatro pórticos que dan hacia cada punto cardinal. El nivel más bajo está rodeado por la "Galería dorada" o rejas metálicas doradas. El piso superior tiene una pequeña cúpula, desde la cual se levanta una esfera dorada y sobre ella una Cruz. El peso total de la linterna es de aproximadamente 850 toneladas.

#### Fachada occidental

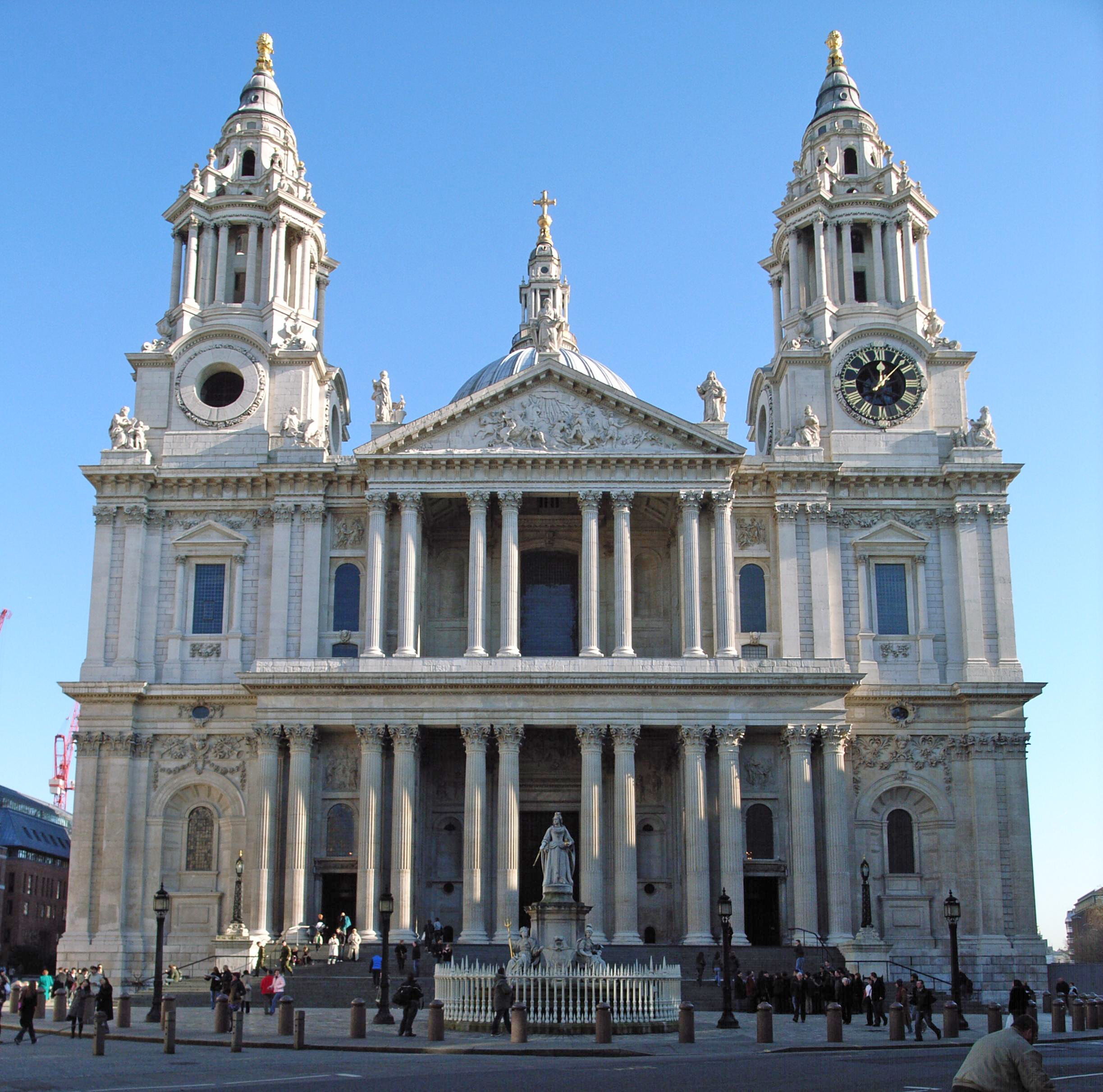
La fachada occidental

Para los arquitectos renacentistas diseñar la fachada oeste de una gran iglesia o catedral, ofrecía el problema de cómo cubrir la unión de la nave central y las laterales más bajas, con armonía visual. Desde la adición de Alberti a la iglesia de Santa Maria Novella en Florencia, esto fue usualmente logrado por el simple recurso de añadir sobre las naves laterales más bajas, unos soportes con forma de volutas. Esta es la solución que Mansart usó en Val-de-Grâce. Otra característica empleada por Mansart fue proyectar un pórtico clásico con columnas emparejadas. Wren enfrentó un reto adicional de incorporar las torres al diseño, como había sido planeado para la Basílica de San Pedro. En San Pedro, Carlo Maderno había resuelto el problema de construir un nártex y hacer más angosta una gran entrada a través de este, diferenciada en el centro por un frontón. Sin embargo, las torres de San Pedro no fueron construidas sobre el pretil.
La solución de Wren fue usar un pórtico clásico, como el de Val-de-Grâce, pero elevándose en dos niveles y soportado por columnas emparejadas. La característica remarcada aquí es que la planta baja del pórtico se extiende por el ancho completo de las 3 naves, mientras la sección superior cubre la nave central. Los espacios entre el nivel superior del pórtico y las torres están cubiertos por una sección angosta de muro, con ventana.
Las torres están colocadas fuera del ancho de las 3 naves, pero ubicadas inmediatamente junto a ellas. Las partes más bajas de las torres continúan con el concepto de muros exteriores, pero están diferenciadas de las demás para crear una apariencia de fuerza. Las ventanas de la planta más baja son más pequeñas que las de los muros laterales y están profundamente empotradas, una indicación visual del espesor del muro. Las pilastras en cada esquina se proyectan claramente.
Sobre la cornisa baja, la cual une las torres con el pórtico y los muros exteriores, los detalles están claramente escalados, para poder leerse bien desde la calle y desde la distancia. Las torres se levantan sobre la cornisa alta, desde una base cuadrada, que en la torre sur tiene un reloj. Las torres están compuestas por elementos complementarios, un cilindro central que se levanta a través de niveles en una serie de tambores apilados y columnas corintias emparejadas en las esquinas, con contrafuertes sobre ambos elementos, lo cual sirve para unificar la forma del tambor con la base cuadrada. El entablamento sobre las columnas rompe sobre ellas para expresar ambos elementos, amarrándolas juntas en una sola banda horizontal. La cubierta, como una cúpula miniatura en forma de campana, soporta un florón dorado, una piña soportada por 4 soportes angulares, la más importante expresión del concepto.
Cada extremo del transepto (o nave perpendicular a la principal) tiene una entrada con pórtico semicircular. Wren se inspiró en el diseño estudiando grabados de la fachada barroca de Santa Maria della Pace en Roma de Pietro da Cortona. Estos arcos proyectados hacían eco de la forma del ábside del lado este del edificio.

#### Muros

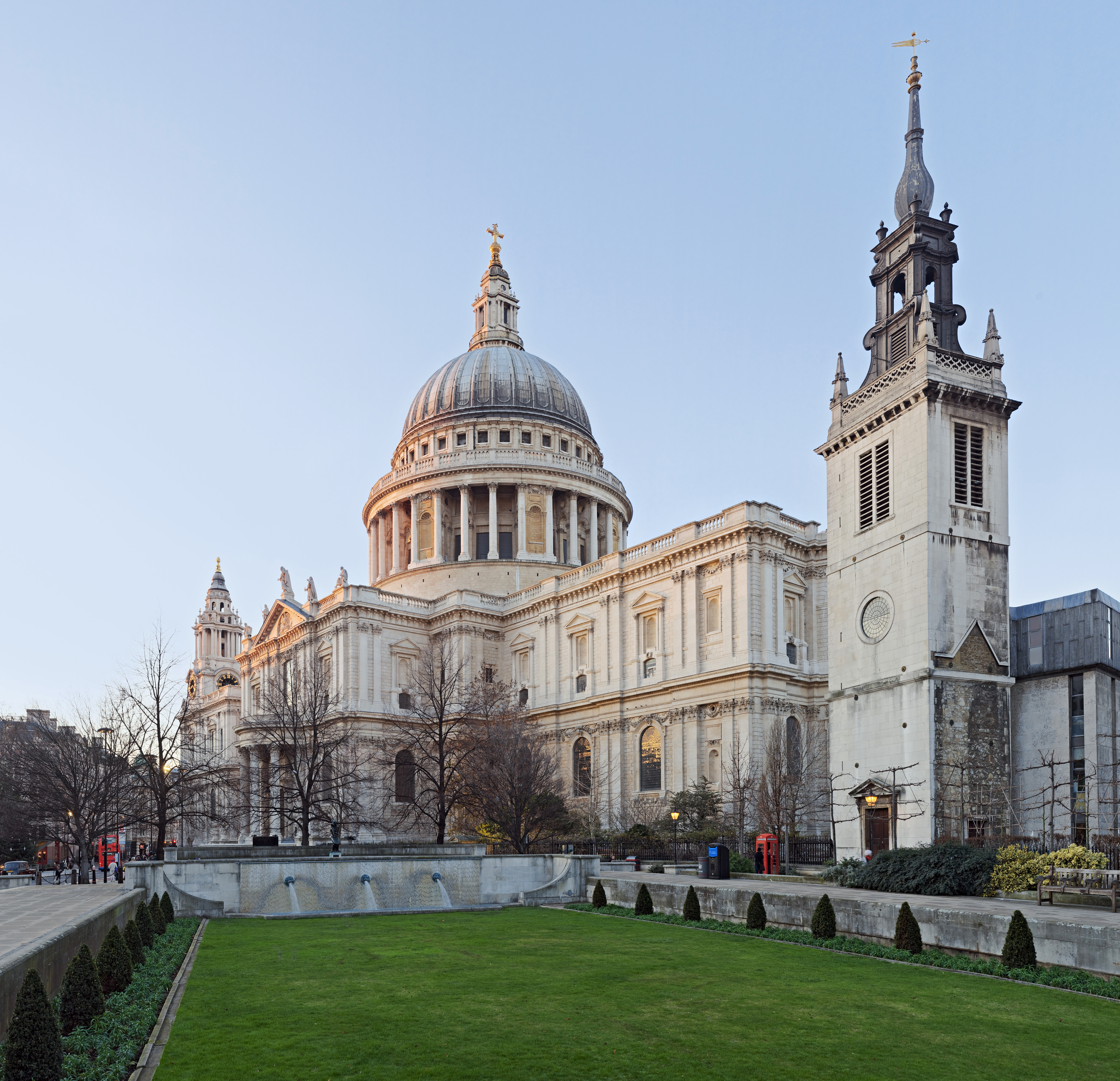
San Pablo desde el sureste con la torre de la iglesia destruida de St Augustine a la izquierda

El edificio tiene dos plantas de sillería, sobre el sótano, rodeadas por una balaustrada sobre la cornisa superior. La balaustrada fue agregada, en contra de los deseos de Wren en 1718. Las bahías interiores marcadas externamente por pilastras emparejados, de capiteles corintios en el nivel bajo, y compuesto en el nivel superior.
Como el edificio tiene un solo nivel o planta a lo largo de las naves laterales y el coro, la parte alta (o segundo nivel) de los muros laterales exteriores, es falsa. Tiene como doble propósito soportar los contrafuertes (o arbotantes) de la bóveda y proveer una apariencia satisfactoria cuando se ven elevados sobre los demás edificios de la ciudad del siglo XVII. Esta apariencia aún se puede observar al ver la catedral desde el Río Támesis.
Entre las pilastras de ambos niveles están las ventanas. Aquellas de la planta baja tienen cabezas semicirculares y están rodeadas de molduras continuas de estilo romano, levantándose en claves decoradas. Detrás de cada ventana hay un festón floral, hechos por Grinling Gibbons, constituyendo las piezas de piedra más finas talladas en el edificio y una de las más grandes esculturas de Inglaterra. Un friso con festones similares corre en una banda debajo de la cornisa, uniendo los arcos de las ventanas y capitales. Las ventanas superiores son ciegos (pues no dan al interior del templo) y tienen forma clásica, con columnas y frontones triangulares, y contienen nichos vacíos. Detrás de los nichos y en el nivel de sótano, se encuentran ventanas pequeñas con partes superiores segmentadas, del cual el brillo atrapa la luz y visualmente se conecta con ellos a las grandes ventanas de los pasillos. La altura desde el nivel de piso desde la cima del pretil es de aproximadamente 110 pies (33 metros).

### Interior
Internamente, San Pablo tiene una nave y un coro, cada uno compuesto de tres bahías. La entrada desde el pórtico oeste es a través del nártex de cúpula cuadrada, flanqueado en cada lado por capillas: la capilla de San Dunstan, en el norte, y la capilla de la orden de San Miguel y San Jorge en el lado sur. La nave es de 27.7368 m (91 pies) en altura y está separada de los pasillos por una arcada de columnas unidos a pilastras corintias que se elevan al entablamento. Las bahías, y los compartimentos de las bóvedas, son rectangulares pero Wren ingeniosamente cubrió estos espacios con cúpulas en forma de platillo y rodeados de las ventanas del claristorio y lunetas. Las bóvedas del coro han sido decoradas con mosaicos hechos por Sir William Blake Richmond. La cúpula y el ábside del coro son aproximados a través de anchos arcos con bóvedas casetonadas en contraste con una superficie lisa de las cúpulas y una puntual división entre los espacios principales. El transepto se extiende por el norte y sur de la cúpula y son llamados (en esta instancia) el coro norte y el coro sur.
El coro mantiene balcones para el clero y el coro y el órgano. Estos espacios de madera, incluyen el trono del obispo y el púlpito, los cuales fueron diseñados por la oficina de Wren y construidos por carpinteros. El tallado es trabajo de Grinling Gibbons quien Summerson describe como tener una "increíble habilidad" y sugiere que Gibbons buscaba reproducir la popular pintura de flores neerlandesas en madera.: 238–240  Jean Tijou, un herrero francés, dispuso varias parrillas de acero, puertas y balaustrados con un diseño elaborado, de las que muchas piezas han sido combinadas actualmente en las puertas cerca del santuario.: 238–240 
La catedral tiene 174,95 m de longitud (incluyendo el pórtico de la Gran Puerta del Este), de la cual 67,97 m son de la nave y 50,9 m del coro. El ancho de la nave es de 36,88 m y el transepto tiene 74,98 m. La catedral es un poco más pequeña pero más ancha que la antigua catedral de San Pablo.

#### Cúpula
El espacio principal interno de la catedral se encuentra debajo de la cúpula central que se extiende por el ancho de la nave los pasillos. La cúpula es soportada por pechinas que se levantan entre ocho arcos abarcando la nave, el coro, los transeptos y los pasillos. Las ocho columnas que las cargan no están separadas. Wren mantuvo una apariencia de 8 espacios iguales para insertar arcos segmentados que soportaran las galerías cruzando el final de los pasillos y extendió las molduras del arco superior para que pareciera igual a los arcos más anchos.: 228 
Sobre las claves de los arcos, a 30,17 m (99 pies) sobre el suelo y 34,13 m (112 pies) de ancho, corre una cornisa que soporta la Galería de los Suspiros, llamada así debido a las propiedades acústicas: un suspiro o murmuro bajo sobre el muro en cualquier punto es audible para un oyente con un oído hacia la pared en cualquier punto de la galería. Se llega a través de una escalera de 259 peldaños desde la planta baja.
La cúpula se levanta en un tambor alto rodeado de pilastras y perforado por ventanas en grupos de tres, separado por ocho nichos que contienen estatuas y repitiendo el patrón del peristilo en el exterior. La cúpula se levanta sobre la cornisa a 52,73 m (173 pies) a una altura de 65,22 m (214 pies). Las decoraciones de Sir James Thornhill muestran ocho escenas de la vida de San Pablo puestas en una arquitectura ilusionista que continúa las formas de los ocho nichos del tambor. En la cúspide de la cúpula esta un óculo inspirado en el Panteón de Roma. A través de este agujero se puede ver la decoración interior de la superficie del cono que soporta la linterna. Este espacio superior es iluminado por los tragaluces en la cúpula exterior y las aberturas del cono de ladrillo.Grabados de las pinturas de Thornhill fueron publicados en 1720.

#### Ábside
El ábside se extiende por el ancho del coro y es de la altura total de los arcos principales al otro lado del coro y la nave. Está decorado con mosaicos, en concordancia con las bóvedas del coro. El presente altar alto y baldachino son trabajo de Godfrey Allen y Stephen Dykes Bower. El ábside fue dedicado en 1958 como la Capilla del Memorial Americano. Fue pagado en su totalidad por donaciones de personas británicas. El cuadro de honor contiene los nombres de más de 28 000 estadounidenses que dieron su vida in itinere o acuartelados en Gran Bretaña durante la Segunda Guerra Mundial. Está en frente del altar de la capilla. Las tres ventanas del ábside datan de 1960 y representan temas de servicio y sacrificio, mientras la insignia que rodea las esquinas representa a Estados Unidos y las Fuerzas Armadas de EE. UU. Los paneles de madera de tilo incorporan un cohete – un tributo a los logros en el espacio de Estados Unidos.

### Obras de arte, criptas y memoriales
En el momento de su finalización, San Pablo estaba adornado con esculturas en piedra y madera, entre las que destacaba la de Grinling Gibbons, las pinturas de Thornhill en la cúpula y la elaborada metalistería de Jean Tijou. Fue decorado posteriormente por los mosaicos de Sir William Richmond y las guarniciones por Dykes Bower y Godfrey Allen. Otros obras en la catedral incluyen, en el pasillo sur, la copia de la pintura The Light of the World por William Holman Hunt, la original cuelga en el Colegio Keble, Oxford. En el pasillo del coro norte tiene una escultura en piedra de Madonna and Child de Henry Moore, tallado en 1943. La cripta contiene alrededor de 200 memoriales y numerosos entierros. Christopher Wren fue la primera persona en ser enterrada en 1723. En el muro sobre su tumba, en la cripta está escrito: Lector, si monumentum requiris, circumspice.
El monumento más grande en la catedral es el del Duque de Wellington por Alfred Stevens. Se levanta sobre el pasillo norte de la nave y tiene una estatua de Wellington en su caballo "Copenhagen". Aunque la figura ecuestre fue planeada en la época, objeciones de tener un caballo en la iglesia previnieron su instalación hasta 1912. El caballo y su jinete son obra de John Tweed. El duque está enterrado en la cripta.
La tumba de Horatio Lord Nelson está localizada en la cripta, junto a la de Wellington. El sarcófago de mármol que contiene sus restos fue realizado inicialmente para el Cardenal Wolsey pero se cambió su finalidad cuando el cardenal cayó en desgracia. En el final del lado este de la cripta esta una capilla del orden del Imperio Británico, instaurada en 1917, y diseñada por Lord Mottistone. Existen muchos más memoriales conmemorando a los militares británicos, incluyendo varias listas de los hombres en servicio que murieron en acción, la más reciente siendo la Guerra del Golfo.
También recordados son Florence Nightingale, J. M. W. Turner, Arthur Sullivan, Hubert Parry, Samuel Johnson, Lawrence of Arabia y Sir Alexander Fleming así como el clero y residentes de la parroquia local. Hay listas de los arzobispos y decanos de los últimos mil años. Una de las más reconocidas esculturas es la del decano y poeta, John Donne. Antes de su muerte, Donne posó para su propia estatua memorial que fue hecha por Nicholas Stone. La escultura, tallada en 1630, fue la única en sobrevivir al incendio de 1666. El tesoro se encuentra también en la cripta pero la catedral cuenta con muy pocos tesoros ya que muchos se han perdidos y el 22 de diciembre de 1810 un gran robo se llevó casi todos los objetos preciosos que quedaban.
Los funerales de muchas figuras notables han ocurrido en la catedral, incluyendo a Lord Nelson, el duque de Wellington, Winston Churchill, George Mallory y Margaret Thatcher.

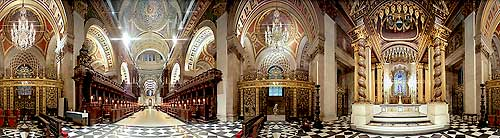
Vista de 360° del interior cerca del altar mayor

### Reloj y campanas
La torre suroeste contiene un reloj, que presenta el mecanismo construido en 1893 por Smith of Derby incorporando el diseño de escape de Edmund Denison Beckett similar al usado por Edward Dent en el mecanismo del 'Big Ben' en 1895. El mecanismo del reloj es de 5,8 m de largo y es el más reciente de los relojes en San Pablo en siglos. Desde 1969 el reloj ha estado funcionando eléctricamente con equipo diseñado e instalado relevando al que custodiaba el reloj.
La torre suroeste también contiene cuatro campanas de las cuales el Gran Pablo, puesta en 1881 por la fundición de campanas de Taylor de Loughborough, Leicestershire, de 16 toneladas y media, es la campana más grande en las islas británicas hasta la llegada de la campana Olímpica para los Juegos Olímpicos de 2012. Esta campana ha sonado tradicionalmente a la una todos los días. Gran Pablo no ha sonado por varios años debido a que uno de sus mecanismos está roto. Las campanas del reloj incluyen a Gran Tom, que fue trasladada de la capilla de St. Stephen en el palacio de Westminster y fue tocada varias veces, la última vez por Richard Phelps. Muestra la hora y es tradicionalmente tocada en ocasiones de la muerte de un miembro real, obispo de Londres o Lord Mayor de Londres, aunque una excepción se hizo con la muerte del presidente de EE. UU., James Garfield. Fue tocada por última vez en la muerte de la reina Isabel, la Reina Madre, en 2002. En 1717, Richard Phelps mandó realizar dos campanas más que fueron agregadas como "quarter jacks" que suenan cada cuarto de hora. Aún en uso, la primera es de 41 pulgadas de diámetro y toca la nota La (A); la segunda tiene 58 pulgadas de diámetro y toca en Mi (E).
La torre noroeste contiene doce campanas por Taylor of Loughborough que cuelgan por un sonido diferente y el servicio original o "Campana de comunión" data de 1700, conocida como "la Banger", que suena antes de la misa de las 8 de la mañana.

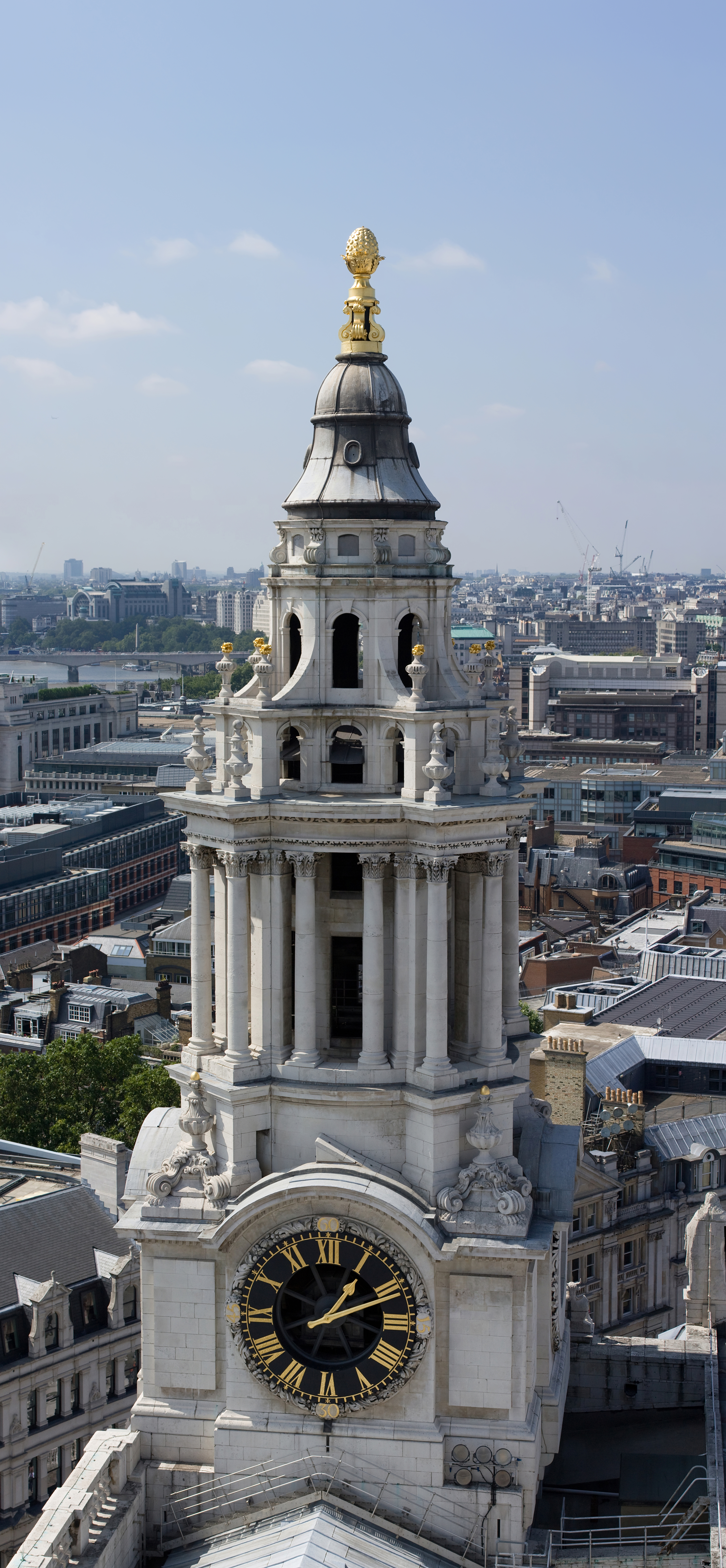
Torre suroeste

| Campana  | Peso     | Nominal | Nota    | Diámetro | Año  | Fundidor         |
| -------- | -------- | ------- | ------- | -------- | ---- | ---------------- |
| 1        | 8-1-4    | 1461.0  | Fa (F)  | 30.88"   | 1878 | John Taylor & Co |
| 2        | 9-0-20   | 1270.0  | Mi (E)♭ | 32.50"   | 1878 | John Taylor & Co |
| 3        | 9-3-12   | 1199.0  | Re (D)  | 34.00"   | 1878 | John Taylor & Co |
| 4        | 11-2-22  | 1063.0  | Do (C)  | 36.38"   | 1878 | John Taylor & Co |
| 5        | 13-1-0   | 954.0   | Si (B)♭ | 38.63"   | 1878 | John Taylor & Co |
| 6        | 13-2-14  | 884.0   | La (A)  | 39.63"   | 1878 | John Taylor & Co |
| 7        | 16-1-18  | 784.0   | Sol (G) | 43.75"   | 1878 | John Taylor & Co |
| 8        | 21-3-18  | 705.0   | Fa (F)  | 47.63"   | 1878 | John Taylor & Co |
| 9        | 27-1-22  | 636.0   | Mi (E)♭ | 52.50"   | 1878 | John Taylor & Co |
| 10       | 29-3-21  | 592.0   | Re (D)  | 55.25"   | 1878 | John Taylor & Co |
| 11       | 43-2-0   | 525.0   | Do (C)  | 61.25"   | 1878 | John Taylor & Co |
| 12       | 61-2-12  | 468.0   | Si (B)♭ | 69.00"   | 1878 | John Taylor & Co |
| Reloj    | 12-2-9   |         | La (A)♭ |          | 1707 | Richard Phelps   |
| Reloj    | 24-2-26  |         | Mi (E)♭ |          | 1707 | Richard Phelps   |
| Reloj    | 102-1-22 |         | La (A)♭ | 82.88"   | 1716 | Richard Phelps   |
| Bourdon  | 334-2-19 | 317.1   | Mi (E)♭ | 114.75"  | 1881 | John Taylor & Co |
| Comunión | 18-2-26  |         | Mi (E)♭ | 49.50"   | 1700 | Philip Wightman  |

## Educación, turismo y arte

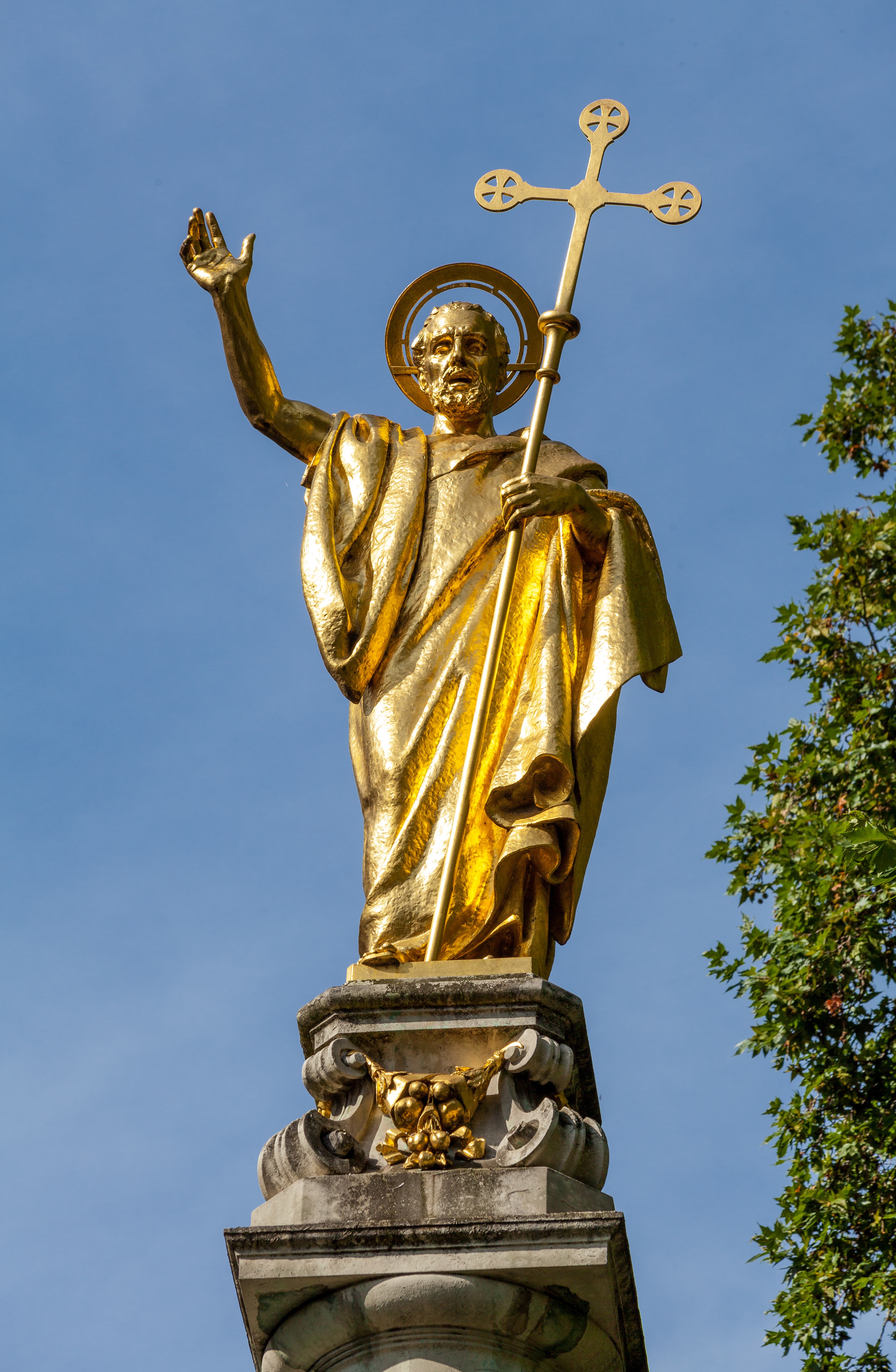
La estatua dorada de San Pablo en lo alto del precinto de San Pablo

### Proyecto de interpretación
El Proyecto de interpretación es un proyecto de largo término consternado en revivir San Pablo para todos los visitantes. En 2010, el decano de San Pablo, abrió el óculo de San Pablo, una experiencia de 270° que trajo 1400 años de historia. Localizada en la formal tesorería en la cripta, el documental lleva a los visitantes en un viaje a través de la historia y vida diaria de la catedral. Óculo fue fundado por una compañía americana en alianza con la Fundación de Monumentos Mundiales, J. P. Morgan, Garfield Weston Trust de la catedral de San Pablo y la Fundación de la ciudad de Londres y AIG.
En 2010, el templó contó con nuevas guías multimedia de pantalla táctil. Estas guías se incluyen en el precio de la entrada y con ellas los visitantes podían descubrir la historia de la catedral, arquitectura y actividad actual religiosa. Están disponibles en 11 lenguas diferentes: inglés, español, italiano, francés, portugués, alemán, ruso, mandarín, japonés, coreano y lenguaje de señas británico. Las guías tienen vídeos de las galerías de la cúpula y mosaicos del techo, pinturas y fotografía; entrevistas y comentarios de expertos, incluyendo al decano de San Pablo, el equipo de conservación y del director de música.

#### Precios para visitantes
San Pablo cobra entrada por la admisión de aquellas personas que solo van a hacer turismo a la catedral; el importe es de 18£ (15£ si se compra por Internet). Servicios exteriores y personas que buscan un lugar tranquilo para rezar se derivan a la capilla de St. Dunstan de manera gratuita. Los domingos se puede acceder al recinto para los servicios y conciertos y durante estos no se puede visitar el edificio. La catedral informa que el pago de una entrada para los visitantes se debe a que San Pablo sólo percibe pequeñas recaudaciones de la Corona, la Iglesia de Inglaterra y el Estado; y necesita de la colaboración de los turistas para mantener el funcionamiento del edificio.

### Proyecto de arte de San Pablo
El proyecto de arte de San Pablo es un programa que busca explorar los encuentros del arte y la fe. Los proyectos han incluido instalaciones de Gerry Judah, Antony Gormley, Rebecca Horn, Yoko Ono y Martin Firrell.
En 2014, San Pablo comisionó al artista británico Gerry Judah para crear una obra en la nave de la catedral para conmemorar el centésimo aniversario del inicio de la Primera Guerra Mundial. Son dos esculturas espectaculares que consisten en blancas formas cruciformes tridimensionales que reflejan meticulosamente los daños de la guerra. Cada escultura es también embellecida con bloques miniaturas destruidos ilustrando las zonas de guerra en el este (Siria, Bagdad, Afganistán).
El reconocido artista internacional Bill Viola fue encargado para crear dos altares para ser expuestos en San Pablo. El proyecto comenzó su producción en 2009 y se completó a principios de 2012. Después del amplio programa de limpieza y reparación del interior de la catedral, completado en 2005, Bill Viola fue comisionado para crear dos piezas con temas de Mary y Martyrs. Estas instalaciones están permanentemente localizadas en el final del pasillo de Quire, flanqueando el altar mayor de la catedral y de la capilla de la memoria estadounidense. Cada trabajo va a emplear un arreglo de múltiples pantallas de plasma para configurar en una manera similar las piezas históricas.
En el verano de 2010, San Pablo eligió dos nuevas obras del británico inglés Mark Alexander para ser colgados en uno de los lados de la nave. Ambos llamados Red Mannheim, las pantallas de Alexander están inspiradas en la pieza de la catedral de Manheim (1739–1741), que fue dañada por una bomba en la Segunda Guerra Mundial. La escultura original ilustra a Cristo en la Cruz, rodeado de llantos familiares. Tallado en madera, el cuerpo de Cristo es tallado en relieve, rodeado de flora y rayos incandescentes del cielo, una obra maestra del rococó alemán.
En marzo de 2010, Flare II, una escultura de Antony Gormley, fue instalada en un arreglo dramático de las escaleras geométricas.
En 2007, el decano comisionó al artista público Martin Firrell para crear una obra mayor pública para conmemorar el tricentésimo aniversario del edificio de Wren. La cuestión interior consistía en proyecciones digitales de la cúpula de la catedral, el frente oeste y el interior de la galería de los susurros. El texto se basaba en las contribuciones del público en general así como en las entrevistas conducidas por el artista y sus propias opiniones. El proyecto presenta una gran posibilidad de respuestas a la pregunta: '¿Qué hace a la vida significante y con propósito, y qué significa San Pablo en el contexto contemporáneo?' La cuestión interior se mantuvo abierta desde el 8 de noviembre del 2008 durante ocho noches.

### Percepción de San Pablo
La catedral ha sido ilustrada muchas veces en pinturas, impresiones y dibujos. Entre los artistas reconocidos están Canaletto, Turner, Daubigny, Pissarro, Signac, Derain y Lloyd Rees.

Pinturas y grabados de San Pablo
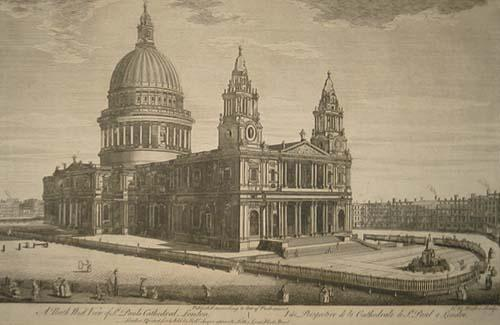
Vista del siglo XVIII de la catedral desde el noroeste por J. M. Mueller
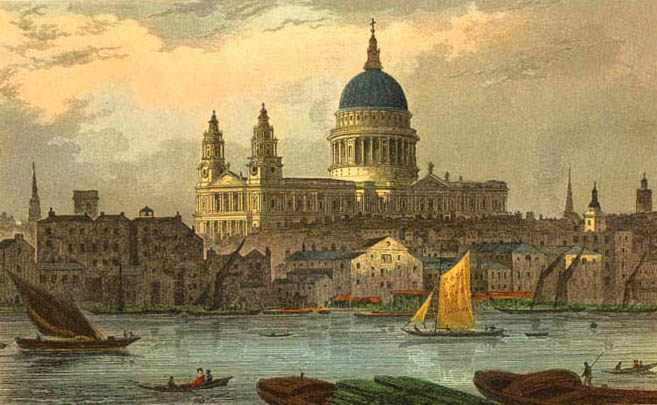
Vista del siglo XIX del suroeste por Thomas Hosmer Shepherd
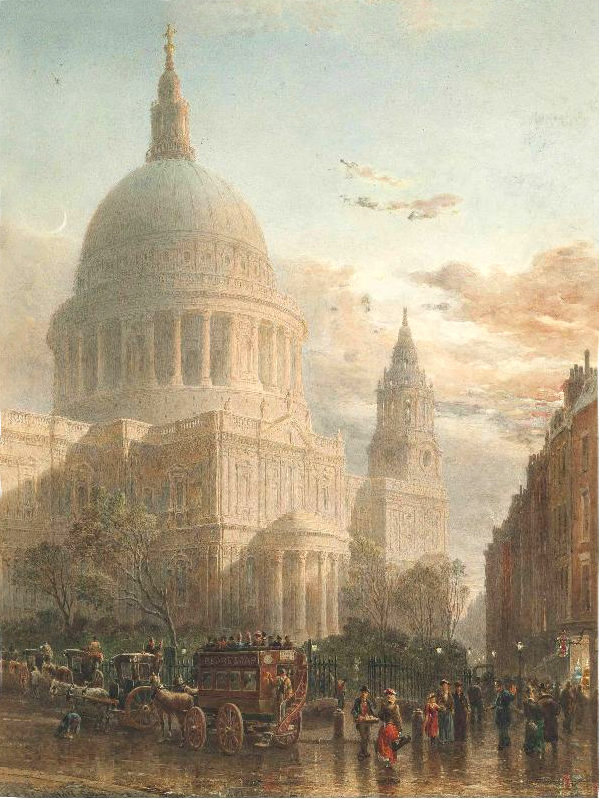
Grabado romántico del XIX de San Pablo en el atardecer después de la lluvia, de Edward Angelo Goodall
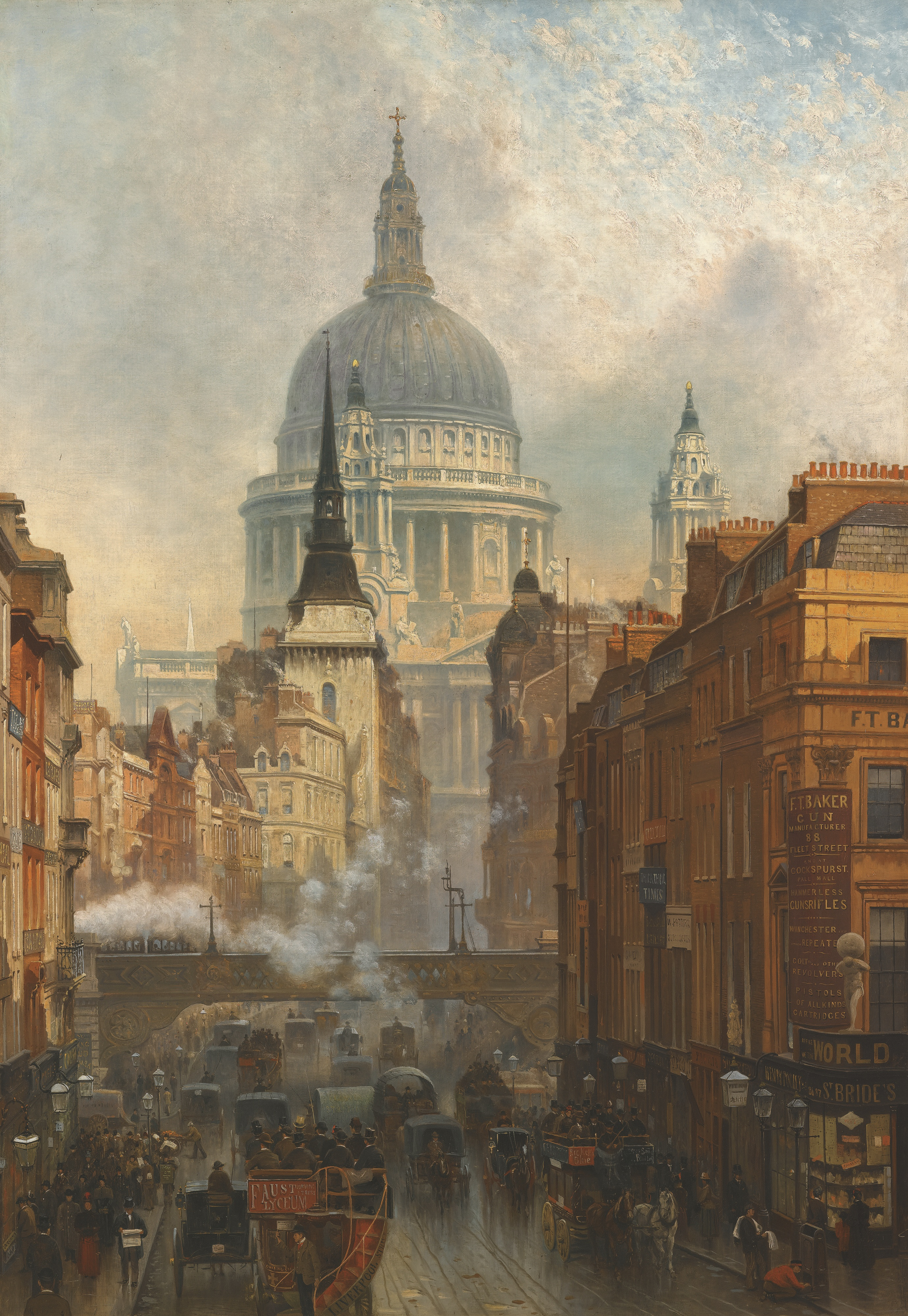
Óleo de John O'Connor, Evening on Ludgate Hill (1887) St. Paul's looms beyond St Martin's
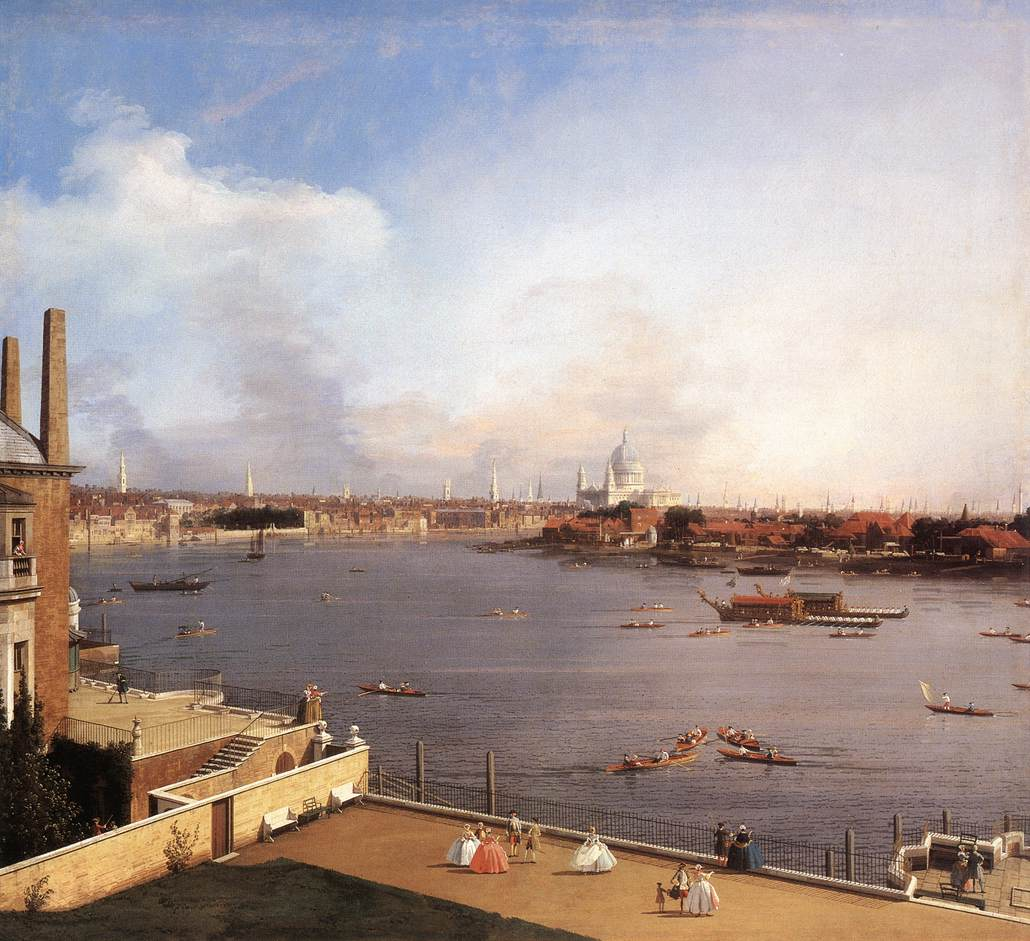
St. Paul's from Richmond House, del pintor veneciano Canaletto (1747)
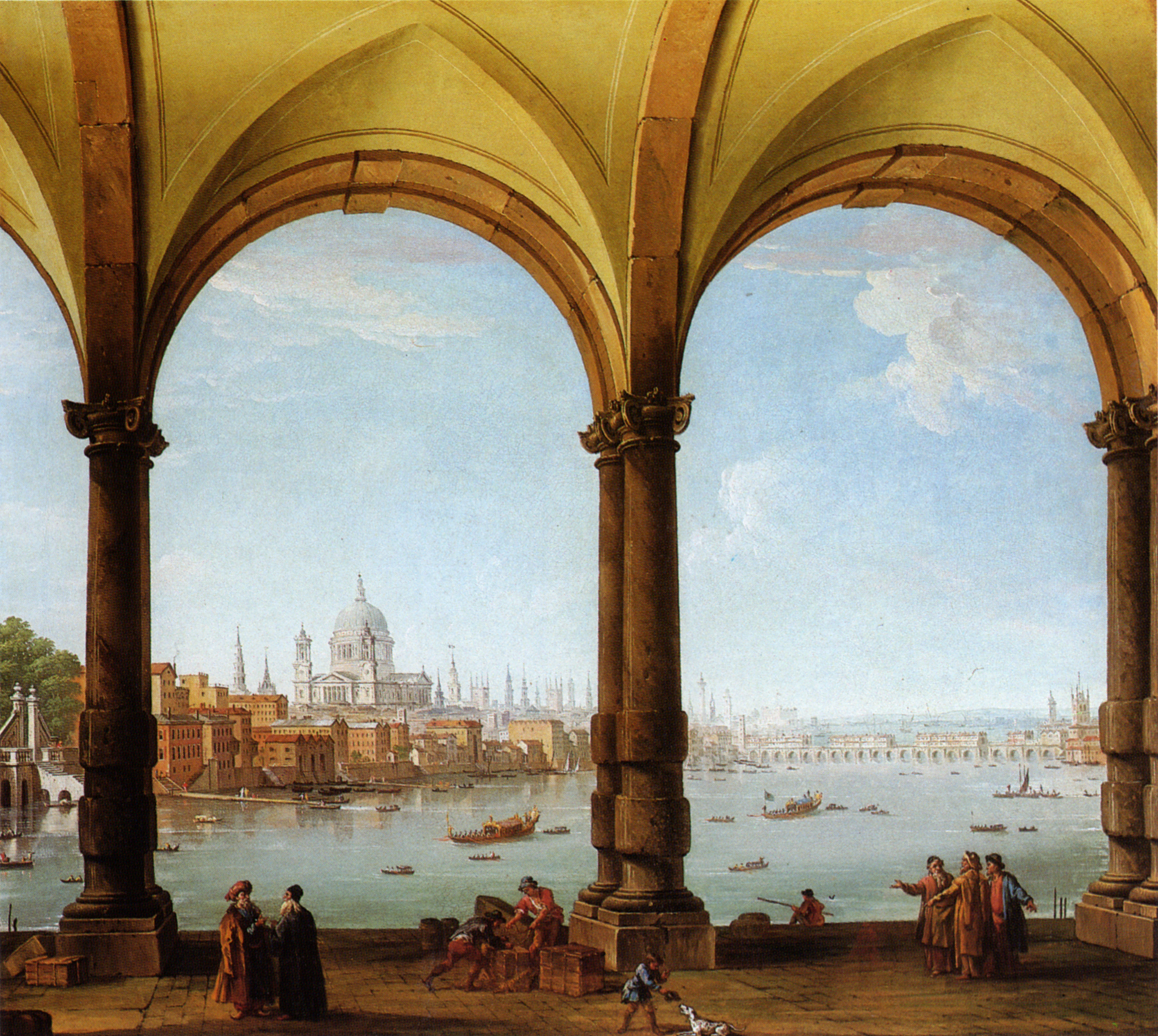
St. Paul visto desde una loggia (c. 1748) de Antonio Joli, que también trabajó en Venecia
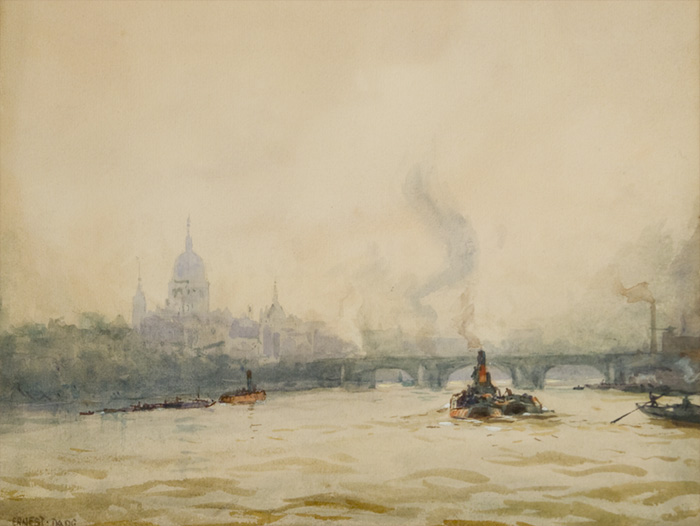
Una vista impresionista de San Pablo desde el río, de Ernest Dade (antes de 1936)
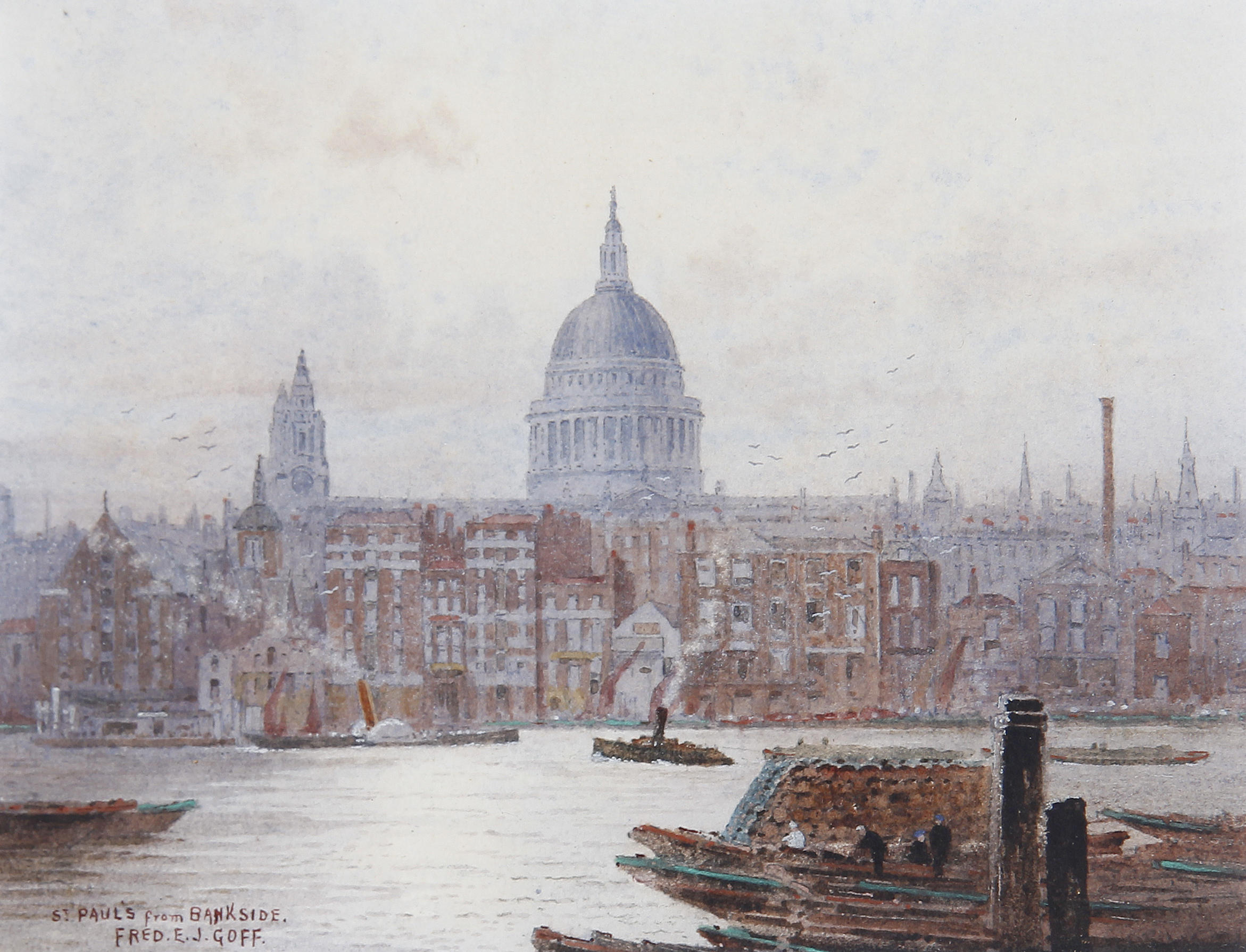
St. Paul desde Bankside, acuarela de Frederick E. J. Goff (antes de 1931)

#### Fotografía y cine
La catedral de San Pablo ha sido objeto de muchas fotografías como la icónica imagen de la cúpula rodeada por el humo durante los bombardeos de la Segunda Guerra Mundial. También ha sido usada en muchas películas y programas de televisión, como localización principal, accidental o icono para reconocer la ciudad.
Películas en las que ha aparecido San Pablo:
- Lawrence of Arabia (1962) muestra el exterior del edificio.
- Mary Poppins (1964) muestra el frente y exterior de la catedral, donde se ve el espacio faltante por el reloj, que fue causado por una bomba en la Segunda Guerra Mundial.
- Ha aparecido numerosas veces en Doctor Who, notablemente en el episodio 1968, "The Invasion". En una escena, un grupo de hombres tecnológicos se encuentran escalando fuera de los agujeros en Londres Central, antes de descender por la escalera en frente de la catedral.
- San Pablo se observa brevemente en el programa Goodies episodio "Kitten Kong" (1971). Durante su camino por Londres, Twinkle daña varios símbolos de Londres, incluyendo la catedral, que tiene su cúpula caída cuando entra a la iglesia.
- En el programa educacional BBC "Una guía a Armageddon," (1982) un arma nuclear es detonado sobre Londres, con San Pablo usado como zona cero.
- The Madness of King George (1994) muestra la escalera geométrica en la torre suroeste.
- Harry Potter and the Prisoner of Azkaban (2004) muestra la escalera geométrica en la torre suroeste.
- Industrial Revelations: Best of British Engineering – Buildings, con Rory McGrath series 5, episodio 1, 2008, se enfoca en la catedral de San Pablo.
- Sherlock Holmes (2009) muestra el lado norte de las escaleras y muestra la escalera geométrica en la torre suroeste.
- Los Fantasmas de Scrooge (2009) se muestra la fachada trasera de la Catedral.
- Climbing Great Buildings (2010).
- Star Trek Into Darkness (2013) muestra San Pablo en el siglo XXIII con otros edificios memorables de Londres.

La sexta entrega de la saga Misión Imposible, "Repercusión", cinta del año 2018, el agente "Ethan Hunt", encarnado por Tom Cruise, huye de sus perseguidores, recorriendo el interior de la nave central de la catedral, para posteriormente subir a los techos de la misma. Precisamente fue en esa elevada localización, cuando Cruise salta desde la techumbre de la Iglesia a un edificio adyacente, en que el actor se lastimó uno de sus tobillos.
|                                  |
| Catedral de San Pablo de Londres |

|                                       |
| Catedrál de San Pablo desde el puente |

|                                                                                          |
| Una Nave, Nulli Secundus, rodeando San Pablo en un vuelo de Farnborough a Londres (1907) |

|                                                                                       |
| Un miembro de Royal Observer Corps en vigilancia durante Batalla de Inglaterra (1940) |

|                                                                                              |
| Las escaleras geométricas que aparecen en varias películas incluyendo Sherlock Holmes (2009) |